# Tinerimea artistică
Tinerimea artistică a fost o societate fondată la 3 decembrie 1901 de un grup de artiști, între care Ștefan Luchian, Nicolae Vermont, Constantin Artachino, Kimon Loghi, Ipolit Strâmbulescu, Arthur Verona,  Frederic Storck, Ștefan Popescu și Gheorghe Petrașcu. Gruparea milita pentru o artă realistă, pentru subiecte luate din viața țăranilor și a oamenilor de rând. În vidul creat de dispariția Societății Ileana s-a născut Tinerimea artistică. Ea nu a fost gândită ca o alternativă a artei oficiale, ci ca o modalitate de a convinge masele că arta trebuie să-și găsească locul ei în conștiința societății. Această mișcare artistică dorea o lansare colectivă a unei generații, ce nu voia doar o afirmare individuală a membrilor ei, ci și un misionarism cultural ce se revendica ca o continuare a generației de la 1848. Idealismul pașoptiștilor era de această dată corectat de un spirit de modernitate, care spunea că mesianismul pedagogiei culturale trebuia abandonat naivilor și că drumul spre succes în artă este, tocmai, educarea opiniei publice. Acest deziderat demn de atins, nu era apanajul unei singure personalități, chiar dacă aceasta se dovedea a fi genială, ci el era posibil de înfăptuit printr-o colectivitate restrânsă constituită pe o bază fundamentată pe asemănări elective.
„... membrii cercului [Tinerimea artistică] […] s-au încumetat, cei dintîi, să învingă prin expozițiile lor tradiția, persistentă încă la noi, a împărțirii artei în două categorii : una a așa ziselor arte superioare, singure demne de a fi expuse, și alta a artelor inferioare, decorative sau industriale. Convinși fiind că arta în general nu-și poate împlini înalta ei misiune decît atunci cînd sfera frumosului cuprinde și pe acea a utilului, ei au încercat să dea și artei române această îndrumare.”
-----Alexandru Tzigara-Samurcaș, Expoziția tinerimii artistice, Sămănătorul, 16 martie 1903
Chiar dacă, Societatea Tinerimea artistică a avut o serie de neajunsuri, ea a fost una dintre manifestările de prim rang a mișcării plastice din România. Ea a întreținut o atmosferă de efervescență în rândurile membrilor săi și a stimulat creația opozanților. Remarcabil de semnalat, este faptul că toate vernisajele expozițiilor au dat posibilitatea artiștilor să se compare unii cu alții. În jurul Tinerimii artistice s-au alăturat personalități ale artei din România, așa cum au fost Constantin Brâncuși, Nicolae Grigorescu, Apcar Baltazar, Alexandru Satmari, Cornel Medrea, Oscar Späthe, Frederic Storck, Dimitrie Mirea, Iosif Iser, Samuel Mützner, Eustațiu Stoenescu, Dimitrie Paciurea, Alexandru Poitevin-Skeletti, Cecilia Cuțescu-Storck, Camil Ressu, Theodor Pallady, Ion Theodorescu-Sion și mulți alții.
Până în momentul în care România a intrat în primul război mondial, Tinerimea artistică a fost un catalizator pentru arta românească, așa cum nici măcar Salonul oficial organizat de autoritățile statului nu a reușit să devină vreodată. Manifestările pe care le-a organizat au dat atât o imagine eclectică, cât și una stilistică, pe care orice cultură în ansamblul ei o cunoaște nu numai în zona artiștilor săi cei mai semnificativi. Tinerimea artistică „... a prezentat avantajul unei democrații exprimate cultural și a unui relativism al criteriilor care evita, pe cît posibil, rătăcirile dogmei.” Faptul că pictura lui Kimon Loghi avea o importantă căutare în rândul cumpărătorilor, nu a mirat pe nimeni. Importantă era toleranța dintre artiștii ce se alăturau pe aceleași simeze, eclectismul operelor lor și evidența că în ciuda fricțiunilor dintre ei, ca și din partea concurenței Societății „Cercul artistic” sau a Societății generale a artiștilor din România, ei au rezistat și au continuat an de an să organizeze evenimente expoziționale de artă. Prin modul în care a organizat expozițiile și a editat cataloagele, Tinerimea artistică a făcut ca „... Salonul oficial să rămână pe lângă d'însa ca o exhibiție de tablouri provinciale".
Tinerimea artistică a organizat anual până în anul 1909 câte o expoziție și din anul 1910 de când a obținut prin concesionare de la Primăria Bucureștiului clădirea Panoramei Grivița, a organizat câte două manifestări, una primăvara și una toamna. Tinerimea a organizat și două expoziții internaționale, una la Atena în anul 1903 și una la München în 1905.
Președintele de onoare al societății a fost încă de la înființare Principesa Maria. Din anul 1908, conducerea organizației nu a mai fost dată unui comitet format din trei persoane, ci unui consiliu din șase membri - președinte, vicepreședinte, secretar, casier și doi membri. În anul 1910 președintele ales a fost Arthur Verona, în 1912 Jean Alexandru Steriadi și din anul 1920 Kimon Loghi împreună cu Ary Murnu, Oscar Spaethe, Constantin Artachino și Ipolit Strâmbu, au condus destinele societății până în anul 1947 când s-a desființat.

## Premise istorice
Analizând arta românească al cărei început timid s-a manifestat în prima jumătate a secolului al XIX-lea, se constată că  în doar câteva decenii de existență arta modernă din România a recuperat toate decalajele pe care le avea față de cea europeană. Prima criză „de creștere" s-a petrecut în ultimul deceniu al secolului al XIX-lea, în anul 1896, când „... s-a deschis la București cu mult zgomot Expoziția artiștilor independenți, ca o disidență față de Salonul oficial". Inițiatorii au luptat „... pentru eliberarea artei de sub tutela academismului oficial, care era cu atât mai dăunător cu cât, prin râvna unui Mirea, apărea „... vivificat în formele sale minore și în stare să prolifereze". Apariția Societății Ileana, dincolo de împrejurările conjuncturale ce au dus la apariția expoziției independenților, a corespuns unui imperativ care cerea apariția unei note de modernitate într-o artă definită mai mult prin elemente statice.

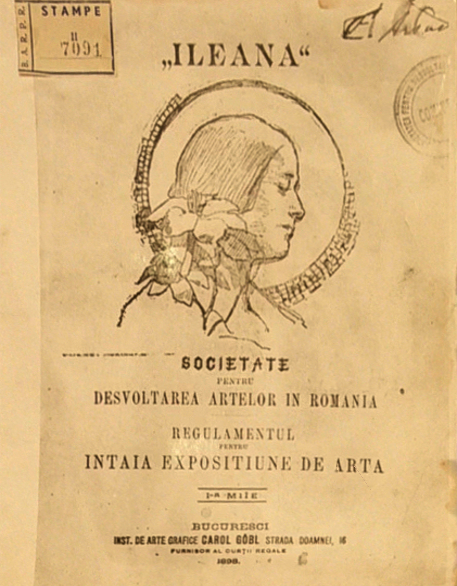
Societatea Ileana - Regulamentul expoziției internaționale din anul 1898

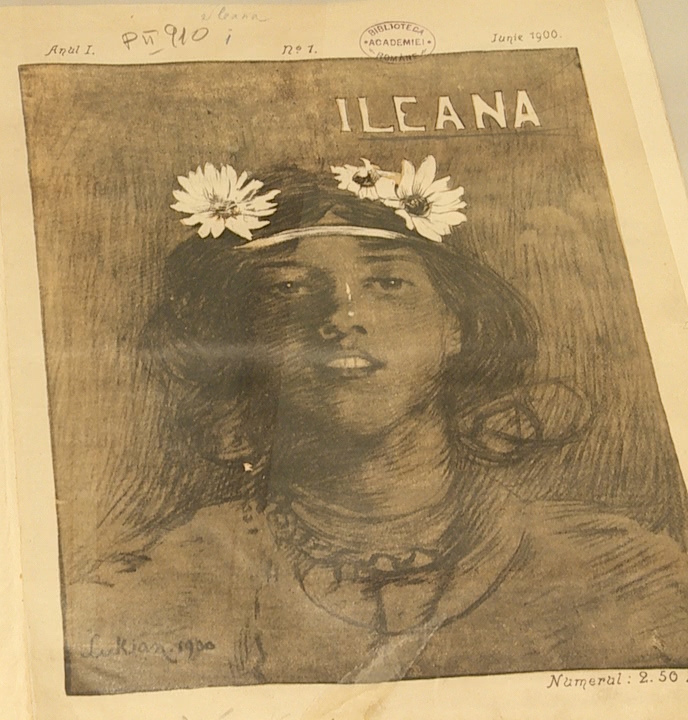
Revista Ileana

Receptată prin mișcarea Art Nouveau, noțiunea de secesiune era definitorie pentru gruparea independenților care promovau, simptomatic și nesistematic, noile forme pe care le aducea curentul intitulat mai târziu ca „Arta 1900”. Relevantă a fost Revista Ileana care a argumentat prin modul ei de prezentare grafică, opțiunea aleasă de artiști. Ileana și revista ei au avut un succes răsunător în România, chiar dacă existența ei a fost de scurtă durată și apariția revistei sporadică. Destrămarea Ilenei a fost resimțită foarte intens de artiștii români, cu atât mat mult cu cât arta oficială ce trebuia răsturnată era destul de nesemnificativă.
Cu toate că existau instituții organizate, așa cum era Școala de Belle Arte de la București sau cea din Iași, și cu toate că au existat forme de manifestare expoziționale organizate de stat, vezi Expozițiile artiștilor în viață, sau private, arta din România era doar în stadiul de noțiune, ea fiind destul de marginalizată de către publicul larg, excepția făcând-o doar două nume - Nicolae Grigorescu și George Demetrescu Mirea. În vidul creat de dispariția Societății Ileana s-a născut Tinerimea artistică. Ea nu a fost gândită ca o alternativă a artei oficiale, ci ca o modalitate de a convinge masele că arta trebuie să-și găsească locul ei în conștiința societății. Această mișcare artistică dorea o lansare colectivă a unei generații, ce nu voia doar o afirmare individuală a membrilor ei, ci și un misionarism cultural ce se revendica ca o continuare a generației de la 1848. Idealismul pașoptiștilor era de această dată corectat de un spirit de modernitate, care spunea că mesianismul pedagogiei culturale trebuia abandonat naivilor și că drumul spre succes în artă este, tocmai, educarea opiniei publice. Acest deziderat demn de atins, nu era apanajul unei singure personalități, chiar dacă aceasta se dovedea a fi genială, ci el era posibil de înfăptuit printr-o colectivitate restrânsă constituită pe o bază fundamentată pe asemănări elective.

### Expozițiile artiștilor în viață
O dată cu revenirea în deceniul al șaselea al secolului al XIX-lea de la studiile pe care le făcuseră în străinătate a lui Gheorghe Panaiteanu-Bardasare și Gheorghe Năstăseanu în Moldova și Theodor Aman și Gheorghe Tattarescu în Muntenia, s-a produs în România o adevărată efervescență artistică. Tineri progresiști și entuziaști, aceștia au contribuit la închegarea mișcării artistice pe plan local și mai apoi la nivel național.

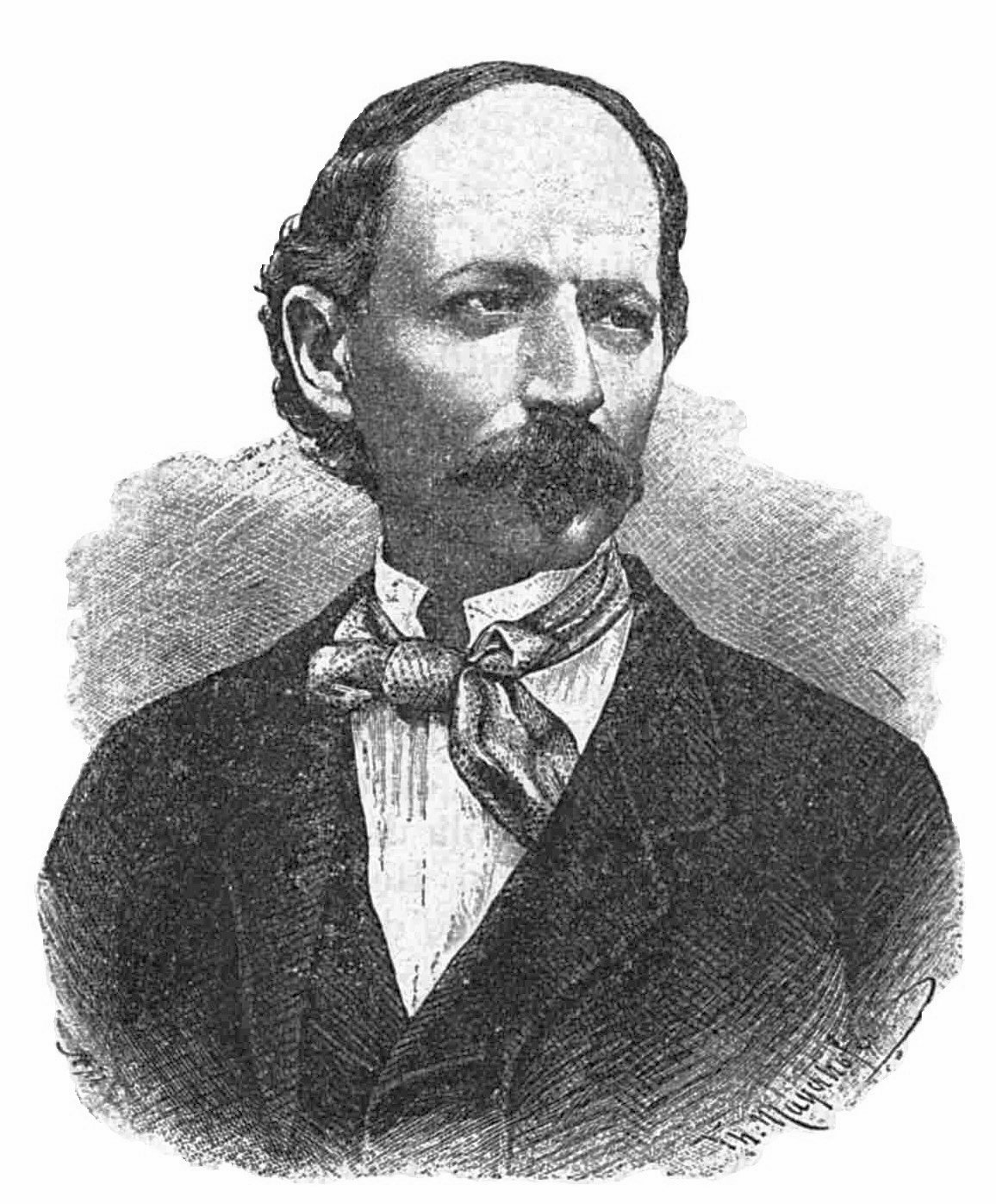
D. Bolintineanu

Pe de altă parte, primii au fost fondatorii Școlii de Arte Frumoase din Iași din data de 26 octombrie 1860 și ultimii, fondatorii Școlii de Arte Frumoase din București din data de 5 octombrie 1864. Ei au fost pionierii învățământului de specialitate și au fost organizatorii primei Pinacoteci din Iași și din București. Toți patru au contribuit într-un mod capital la cizelarea gustului publicului precum și la diversificarea genurilor plastice prin intermediul Expoziției artiștilor în viață, ai căror promotori au fost.
La sfârșitul anului 1863, Dimitrie Bolintineanu aflat în acel moment deținător al portofoliului Cultelor și Instrucțiunii Publice, a venit cu ideea de a da un imbold mișcării artistice românești. Ideea urmărea două scopuri principale. Primul era obișnuirea publicului cu manifestările artistice și al doilea era dorința de a achiziționa lucrări pentru Galeria de Tablouri. Ca urmare în anul 1864 s-a ținut o expoziție pentru testarea publicului pentru arte și în același an s-a făcut primul Regulament al Expoziției artiștilor în viață. Acesta a fost promulgat în 4 decembrie 1864 de domnitorul Alexandru Ioan I și în 13/25 decembrie 1864 a fost publicat în Monitorul Oficial. Conform Regulamentului, Expozițiile artiștilor în viață urmau să se țină anual, alternativ la București și Iași. Această prevedere din regulament nu a fost respectată niciodată, singura oară când s-a încercat să se facă la Iași - în anul 1866, epoziția nu s-a organizat din diverse motive. Regulamentul din 1864 a fost amendat de trei ori cu modificări: în anul 1868, în anul 1881 și 1894.

### Societatea „Cercul artistic”
În ziua de 1 aprilie 1890 s-a înființat Societatea „Cercul artistic”. Activitatea organizației s-a derulat pe parcursul al 57 de ani, până în anul 1947 când s-a desființat din cauza schimbării orânduirii sociale. Un rol important în conducerea societății l-a avut sculptorul Ion Georgescu, Ștefan Ionescu-Valbudea, Constantin Artachino, Carol Storck, G.D. Mirea, Constantin Aricescu, Alexandru Paraschivescu, Titus Alexandrescu.
Analizând activitatea Societății „Cercul artistic” pe parcursul a 57 de ani de existență, se constată că în perioada 1890 - 1900 ea a ocupat un rol de primă importanță în arta din România. Ea a coagulat împrejurul ei toți artiștii și prin autoritatea destul de precară pe care a exercitat-o, a reușit să stimuleze viața artistică. De asemenea, prin activitatea independentă pe care a făcut-o cu expozițiile specifice pe care le-a organizat, a contribuit la decizia pe care autoritățile statului au luat-o privind reactivarea Expozițiilor artiștilor în viață în anul 1894.
În deceniul 1900 - 1910, influența exercitată de „Cercul artistic” s-a redus semnificativ, devenind aproape nulă, cu toate că rândurile membrilor ei s-au primenit cu venirea unor artiști de mare valoare artistică, așa cum au fost Dimitrie Paciurea, Gabriel Popescu, etc. După anul 1910, „Cercul artistic” a devenit un bastion al artei academice, fapt care a transformat organizația într-un adăpost al pictorilor care au susținut, în artă, programe și ideologii ale partidelor de extremă dreapta.

### Societatea Ileana
În luna iulie 1897 a fost înființată Societatea Ileana de mai mulți pictori români, în fruntea cărora s-au aflat Constantin Artachino, Nicolae Vermont și Ștefan Luchian.
Încă de la fondare „Ileana” s-a dovedit o structură dinamică, la care au aderat aproape 300 de membri. Cotizațiile pe care le plăteau permiteau organizației o destul de mare independență și ofereau posibilitatea înfăptuirii diverselor programe culturale.
Societatea „Ileana”, care a luat ființă pentru a sprijini dezvoltarea artelor și pentru generarea unei mișcări artistice românești moderne, a organizat prima expoziție la 21 (după alte surse 26) februarie 1898. Această primă - și unică - manifestare de anvergură a Societății "Ileana" organizată la Hotelul Union, a fost o expoziție internațională de artă, la care au fost expuse 156 lucrări dintre care 25 aparțineau unor artiști de peste hotare. Ștefan Luchian a fost prezent la expoziție cu 21 de tablouri, care i-au adus laudele criticilor de artă și aprecierea colecționarilor.
Deși tranzitorie, Societatea ,,Ileana” a jucat un rol determinant în fondarea societății Tinerimea artistică (la 3 decembrie 1901). Societatea „Ileana” și-a exprimat viziunea despre artă în paginile revistei „Ileana” care a fost înființată prin eforturile de colecționar și mecena ale lui Alexandru Bogdan-Pitești. Societatea Ileana a fost una dintre primele grupări avangardiste din spațiul românesc, promotoare a artei pentru artă și a decadentismului. În timp, ei i s-au alăturat Ioan Bacalbașa, Constantin Rădulescu-Motru, Nicolae Xenopol și Jean Alexandru Steriadi.

### Motivația înființăriiTinerimii artistice
La începutul ultimei decade a secolului al XIX-lea, datorită preocupărilor cu privire la promovarea artelor plastice în România ale Expozițiilor artiștilor în viață organizate de Școala de Belle-Arte din București în parteneriat cu Ministerul Cultelor și Instrucțiunii Publice începute în anul 1864, ale Societății Amicilor Bellelor-Arte, Cercului artistic literar Intim Club, Societății Cercul artistic și ale manifestărilor răsunătoare ale Salonului Independenților și Societății pentru dezvoltarea artelor în România – „Ileana”, pictura și sculptura au reușit să capteze interesul publicului și al colecționarilor, cu toată lipsa de interes a autorităților pentru artă.

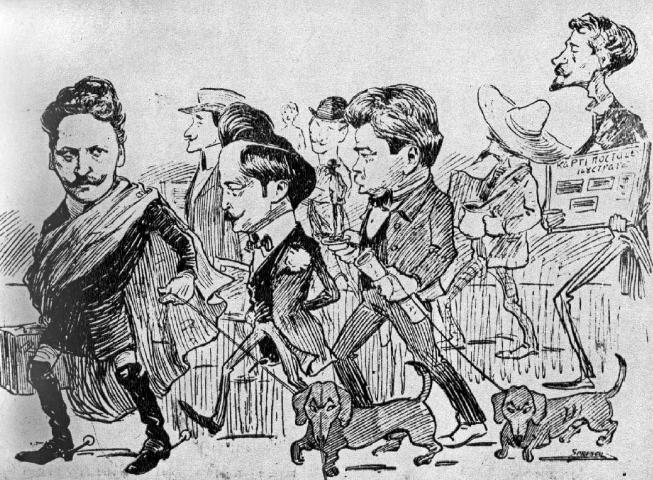
Caricatură cu membrii fondatori, realizată de Nicolae Petrescu-Găină

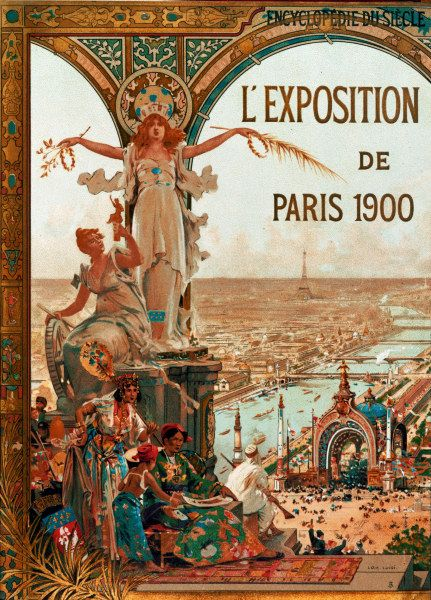
Poster al Expoziției Universale de la Paris din anul 1900

Situația în sine, nu a durat mult. „Cercul artistic” condus de sculptorul Ion Georgescu, practic, și-a încetat activitatea expozițională anuală după decesul acestuia din anul 1898. Expozițiile artiștilor în viață care au fost reluate în 1894, după un deceniu de întrerupere, au fost văduvite de aportul majorității artiștilor din cauza atitudinii părtinitoare și al abuzurilor oficialităților. De aceea, artiștii au preferat să expună separat la Salonul Independenților și mai apoi la manifestările organizate de Societatea Ileana. Aceasta din urmă, a înregistrat prin deschiderea Expoziției internaționale din anul 1898 unul dintre cele mai răsunătoare succese expoziționale din ultima jumătate a secolului al XIX-lea din România. Ca urmare al reușitei, manifestarea a suscitat mari speranțe pentru viitor. Din păcate, din cauza atitudinii oportuniste ale unora dintre fondatori față de oficialități, Societatea Ileana a sucombat după doar doi ani de la înființare.
În aceste circumstanțe de început al unui nou secol, se credea că disputele dintre artiști istoviseră deja toate forțele proactive și toate posibilele inițiative fuseseră anihilate. Totul părea ca urmare a acestor percepții, să revină la o stare de lâncezeală și stagnare care a mai existat în trecut, în perioada anilor 1876-1890. O dată cu participarea României la Expoziția Universală din anul 1900 de la Paris cu un salon destinat artei, s-au creat premisele revigorării vieții artistice românești. Cum metehnele administrative privind favoritismul și criteriile de selecție ale lucrărilor nu s-au schimbat, România a avut parte la Paris de o slaba reprezentare a picturii autohtone. Pe de o parte, situația a dus la înrăutățirea lucrurilor și a relațiilor dintre artiști și pe de altă parte, a determinat o preocupare majoră pentru găsirea de soluții pentru ieșirea din impas.
Grupul cel mai preocupat pentru identificarea unor soluții l-au format sculptorii și pictorii care erau în acea vreme la studii la Paris. El era format din Gheorghe Petrașcu, Ștefan Popescu, Ipolit Strimbulescu, Kimon Loghi și Frederic Storck. Ei erau supuși tirului de ironii sarcastice ale colegilor străini cu privire la valoarea și statutul artei în România. Polemicile se purtau seara în atelierele lui Ipolit Strâmbu și Kimon Loghi.[A]
„... Într-un atelier din rue Vaugirard [...] recita Iosif [...] Anghel ne învăța canțonete nouă, [.. .] Strâmbu vorbea de reorganizarea școalei de belle-arte din țară, [...] de înțeleapta îndrumare către o artă decorativă, izvorîtă din elemente românești [. ..] Petrașcu (Baciul) tăcea, [...] Loghi spunea anecdote în românească, grecească, turcească, nemțească și franțuzească, pe care le învârtea totdeauna cum ar fi vrut [...] Sextil Pușcariu își citea etimologiile acelea atît de literare, care s-au publicat mai apoi în « Convorbiri ». . . Din aceste întîlniri, unde vorbeam artă și literatură, din asemănarea de vederi, dintr-o mare prietenie și mai ales din aprinsa dorință de a folosi țării, s-a născut ideea fondării unei Societăți de Arte, cu menirea de a crea în țara românească un curent sănătos, cu adevărat artistic".
----- Vezi pe digibuc.ro în original - Virgil Cioflec: Expoziția Tinerimea Artistică[nefuncțională]
, în Luceafărul din 1 aprilie 1905, pag. 147
Ca urmare, concluzia unanimă a grupului a fost că singura soluție pentru rezolvarea situației critice în care se regăsea arta națională și pentru înlăturarea clientelismului și favoritismului, era înființarea unei societăți de mare prestigiu și ținută care astfel, va putea să-și impună punctele de vedere în fața publicului și al autorităților. Pentru a crea premisele reușitei unui astfel de demers, trebuiau evitate toate greșelile pe care le-au înregistrat, în mod istoric, toate organizațiile oficiale sau private de până atunci.

## Constituire
Noua societate pe care grupul de la Paris o vedeau înființată, trebuia să aibă în componența sa doar artiști și nu ca Ileana care a atras și personalități din alte domenii. Știind de greșelile pe care le-a făcut Cercul artistic, fondatorii noii societăți nu mai doreau ca toți artiștii să aibă acces la statutul de membru. Acest demers trebuia să fie făcut pentru a înlătura tendințele centrifuge care s-au constatat la organizațiile artistice precedente. Fondatorii au dorit ca doar un grup de pictori și sculptori ce aveau idealuri estetice comune și aceleași afinități să formeze noua structură artistică.
Dezideratul stabilit la Paris s-a realizat aproape imediat după întoarcerea grupului de artiști în România. Un stimulent suplimentar pentru înființare a fost golul lăsat de lipsa de activitate a Cercului artistic, lipsa preocupărilor autorităților pentru organizarea unei Expoziții a artiștilor în viață, precum și faptul că fondatorii erau și membrii ai Cercului artistic.
În data de 3 decembrie 1901, Gheorghe Petrașcu, Ștefan Popescu, Kimon Loghi, Ipolit Strâmbu și Frederic Storck, împreună cu Ștefan Luchian, Nicolae Vermont, Constantin Artachino, au pus bazele Societății Tinerimea artistică. Numele organizației nu a venit de la faptul că membrii săi erau tineri, ci a fost ales în mod simbolic pentru promovarea unei arte noi. În vreme ce academiștii profesau o artă cu caracter convențional, departe de realitate, folosind formule și rețete de atelier, membrii societari promovau pitoreștile peisaje românești și o artă realistă inspirată din viața rurală a oamenilor simpli.

Fondatorii Societății Tinerimea artistică
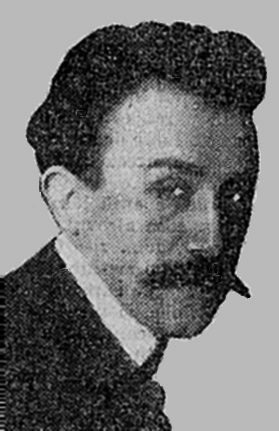
Ștefan Popescu
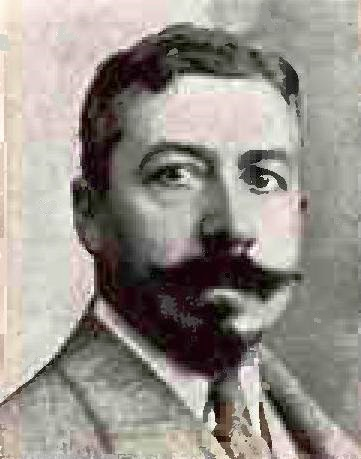
Gheorghe Petrașcu
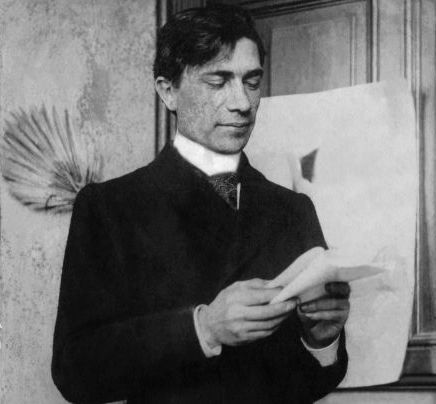
Ștefan Luchian
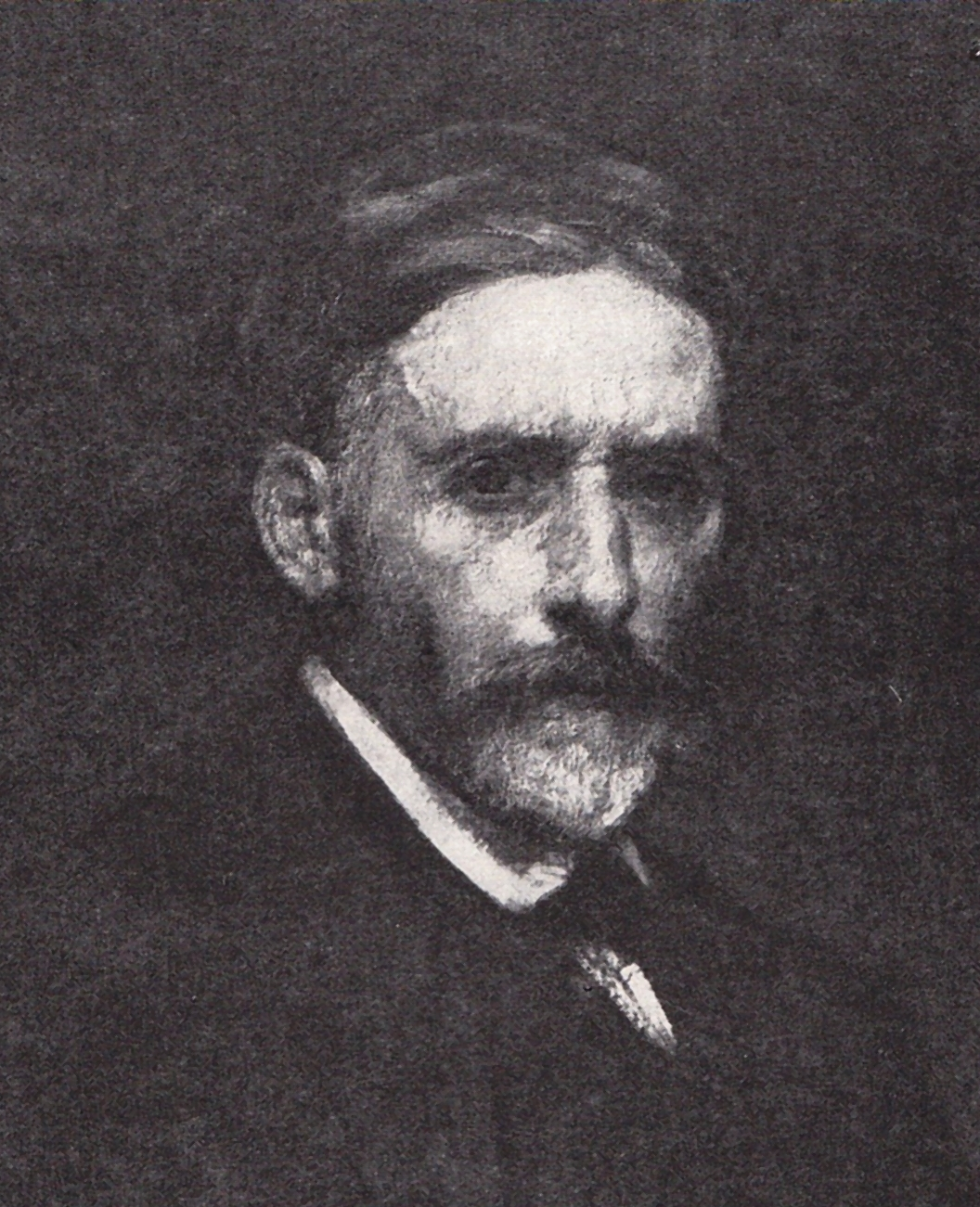
Arthur Verona
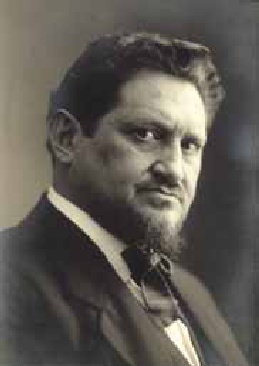
Nicolae Vermont
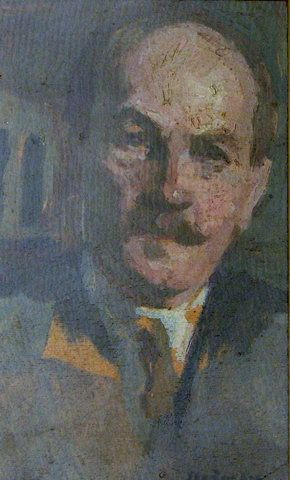
Ipolit Strâmbu
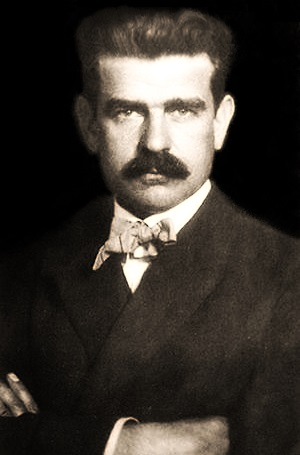
Frederic Storck
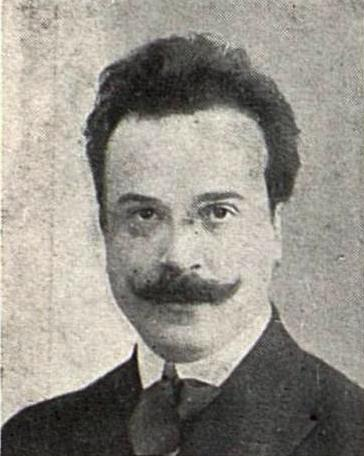
Kimon Loghi
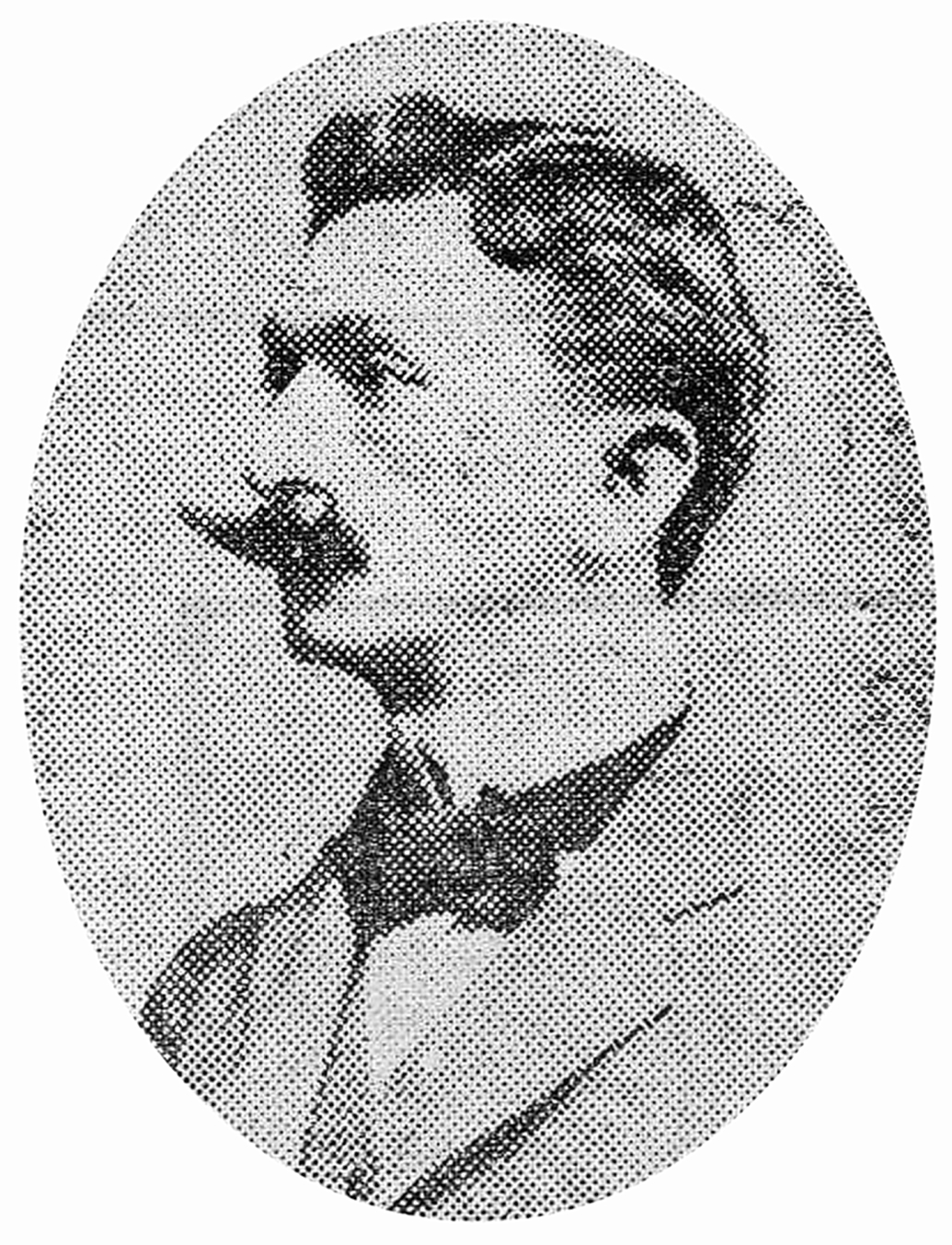
Artachino

Comitetul de conducere al Tinerimii artistice a fost format din trei persoane: un secretar, un casier și un delegat special care era ales de adunarea generală pentru un an de zile, fără drept de realegere. Membrii societății aparțineau de două categorii distincte:
1. artiștii - împărțiți după drepturi și îndatoriri în fondatori, societari și asociați;[21]
2. amatorii de artă (donatori și onorifici). Aceștia nu aveau niciun amestec în treburile interne ale organizației.[21]

Obligațiile membrilor erau minimale, ele derulându-se cu precădere în momentul în care se organiza o expoziție. În consecință, ei participau la cele două adunări generale ordinare atunci când se alegea un nou comitet, cu două luni calendaristice înaintea deschiderii unei expoziții, și în momentul când apăreau noi propuneri de membri, după închiderea expoziției. De asemenea, membrii participau la ședințele extraordinare. Daca membrii lipseau din motive justificate la data adunărilor statutare, aceștia erau informați despre ordinea de zi și li se cerea părerea în scris. Desigur că tendința era una de coagulare a membrilor pe bază de sinceritate.
Președintele de onoare al societății a fost Principesa Maria. În anul 1910, Arthur Verona a fost ales ca președinte al Tinerimii artistice. În anul 1912, Jean Alexandru Steriadi a fost ales ca președinte al Tinerimii artistice. După primul război mondial, în anul 1920, Kimon Loghi a preluat președinția și împreună cu Ary Murnu, Oscar Spaethe, Constantin Artachino și Ipolit Strâmbu, a condus destinele societății până în anul 1947.

## Opozanți și reacții adverse
Apariția noii societăți a declanșat o amplă polemică în presa vremii și a suscitat vii discuții în rândurile amatorilor de artă și artiștilor. Atitudini mai puțin binevoitoare și chiar potrivnice au fost constatate din partea profesorilor Școlii de Belle Arte din București. Antipatii au apărut și din partea artiștilor ce gravitau în jurul cercurilor oficiale.
Atitudinile ostile nu au apărut ca urmare a neinvitării acestor persoane la fondarea Tinerimii artistice, ci dușmănia lor își avea sorgintea în temerile pe care aceștia le aveau din cauză că Expozițiile artiștilor în viață erau deja istorie și exista suspiciunea că autoritățile își vor îndrepta atenția cu precădere asupra evenimentelor pe care noua societate urma să le organizeze. La formarea acestor frustări a contribuit și faptul că fondatorii au reușit să o apropie de organizație pe Principesa Maria. Aceasta avea o fire vanitoasă care dorea să fie în centrul atenției prin participarea ei ulterioară la expozițiile Tinerimii cu lucrări slabe de artă decorativă. Principesa era o persoană frivolă, nerăbdătoare de a obține popularitate în ochii artiștilor, lumii mondene și nu în ultimul rând în fața publicului larg. Ea era superficială și în admirația pe care o purta ideilor lui Walter Crane și ca urmare a expus la manifestările Tinerimii piese de natură decorativă în stilul mișcarii artistice Arts and Crafts.

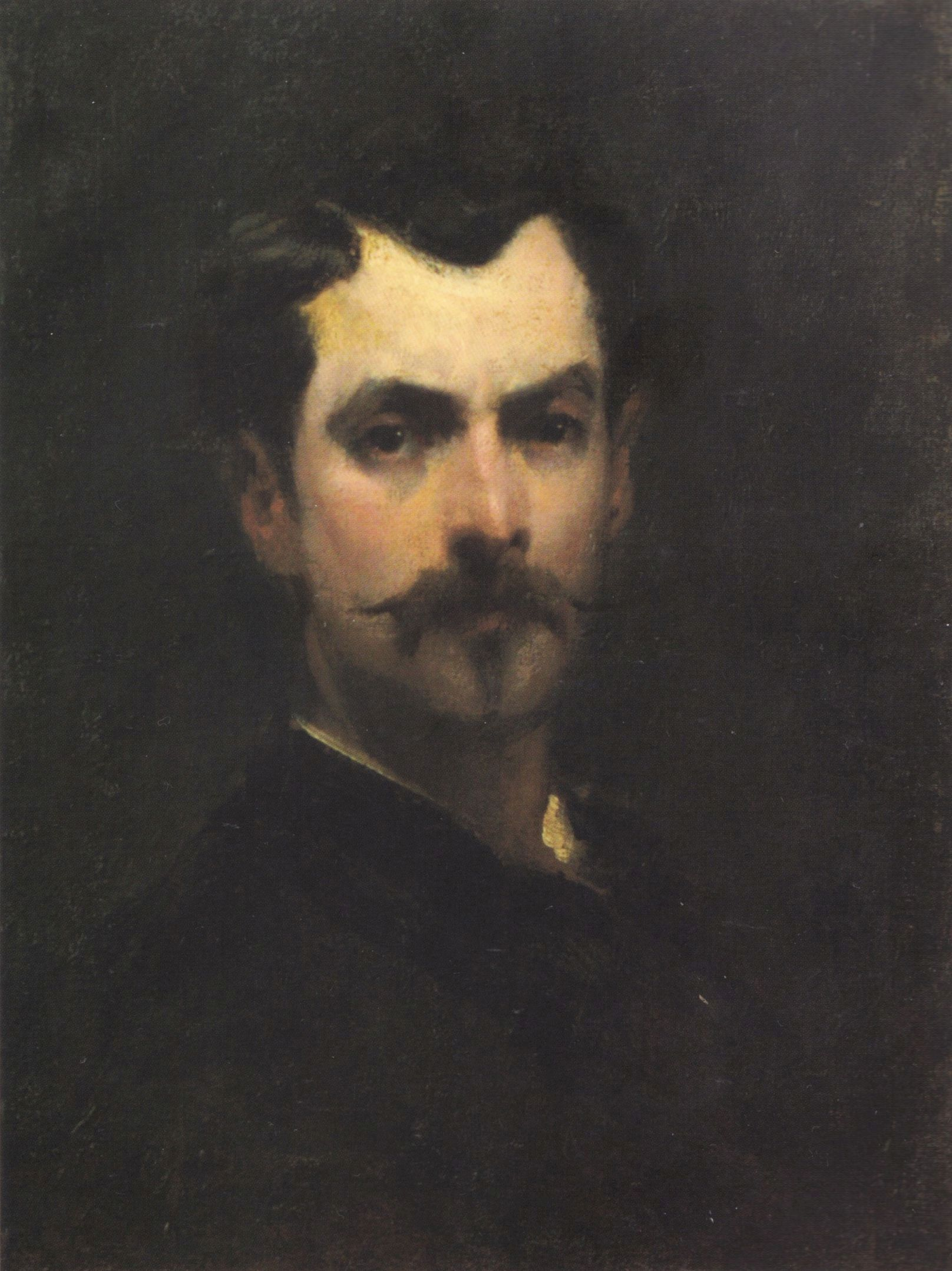
George Demetrescu Mirea

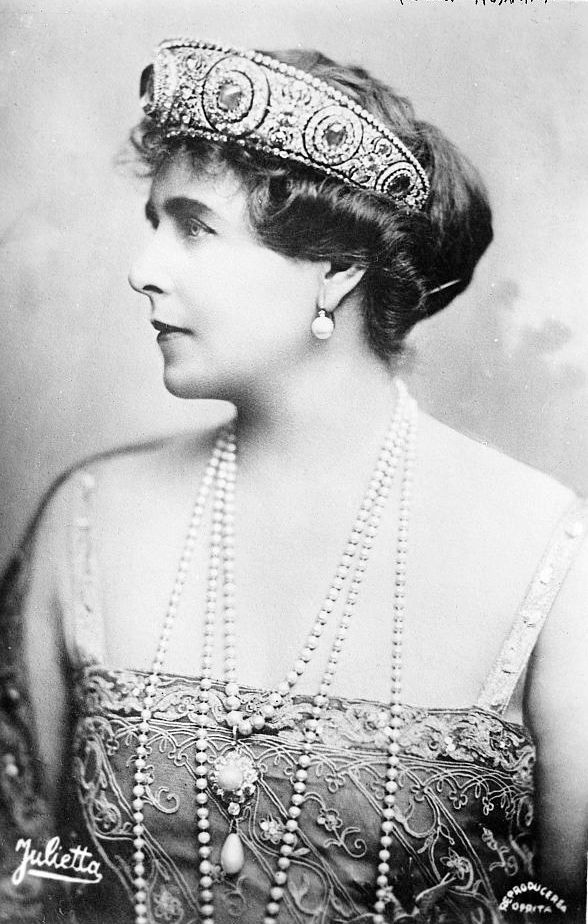
Regina Maria a României

Acțiunile opozanților nu s-au mărginit doar la publicarea de articole critice în presa timpului și la manevre de culise. Detractorii și-au concentrat atenția într-un adevărat atac pe față pentru distrugerea din starea incipientă a Societății Tinerimea artistică. S-a constatat o coalizare a tuturor forțelor artistice oficiale. Directorul Școlii de Belle Arte, președinte al Cercului artistic, președinte al juriilor Expozițiilor artiștilor în viață - George Demetrescu Mirea, a prezentat regelui Carol I, într-o audiență, într-un mod absolut tendențios, scopurile pe care societatea le avansa în lumea artistică. Mirea a calificat predispoziția principesei moștenitoare pentru artiștii independenți ca o lipsă de considerație față de artiștii artei oficiale, „... a celor ce sprijină tronul".
După cum se știe din cauzele destrămării Societății Ileana, cu doar câțiva ani în urmă, Carol I nu numai că a avut aceeași opinie ca a lui Mirea de acum, dar a încercat chiar să desființeze o societate ce se afla în afara controlului statal. La interpelarea lui G.D. Mirea cu privire la Tinerimea artistică, Carol I nu a luat nicio măsură. În opinia istoricului de artă Petre Oprea, Carol nu s-a lăsat înduplecat de convingerile Principesei Maria, ci de ideea, diplomatică de altfel, ca palatul să poată influența din interior acțiunile societății prin intermediul principesei.
Obstrucționismul efectuat de către artiștii oficiali față de societate a avut un efect contrar. Ca urmare, societatea departe de a fi nimicită, ei i s-au alipit o serie de intelectuali progresiști și multe ziare ale opoziției. În consecință, din cauza eșecului înregistrat în fața lui Carol I, s-a trecut la acțiuni proprii pentru contracararea activității viitoare a Tinerimii artistice. Artiștii oficiali au luat inițiativa unui demers colectiv și au făcut o cerere adresată Ministerului Cultelor și Instrucțiunii Publice prin care au propus organizarea unei Expoziții a artiștilor în viață. Artiștii oficiali au cerut Cercului artistic convocarea unei adunări generale în vederea adoptării de măsuri ce aveau ca scop scoaterea Tinerimii din activitate. Tabăra celor de la Tinerimea artistică se afla în același an în febrilitatea organizării unei expoziții a societății. Aceasta a avut vernisajul în ziua de 1 martie 1902 la Ateneul Român. Toată presa din București a consemnat evenimentul. În unanimitate, cronica plastică a recunoscut superioritatea expoziției Tinerimii față de cea a Cercului artistic și a Expoziției artiștilor în viață care a avut lucrări ce au mai fost expuse cu ani în urmă la evenimente similare.

## Modificări statutare
O dată cu înăbușirea răscoalelor țărănești din anul 1907 care a dus la înregistrarea a circa 11.000 de victime în rândurile țărănimii, burghezia și moșierimea a revenit cu toată pasiunea la distracții și petreceri.
S-a constatat o apetență deosebită a claselor dominante în achiziția de lucrări artistice cu care își decorau interioarele cât mai fastuos. Burghezimea s-a aruncat entuziasmant în participarea la balurile organizate de către Societatea Tinerimea artistică. S-au înregistrat câteva donații financiare la care s-au adăugat toate beneficiile obținute în manifestările pe care societatea le-a organizat. Succesul de casă obținut, a deșteptat noi năzuințe în rândul membrilor societari. Astfel, s-a coagulat o dorință mai veche a membrilor de a-și construi un edificiu propriu destinat expozițiilor. Societatea nu avea acest drept din cauză că nu era recunoscută legal ca persoană juridică. În consecință, ea a făcut demersurile pentru a intra în dispozițiile legale necesare constituirii sale ca entitate juridică.

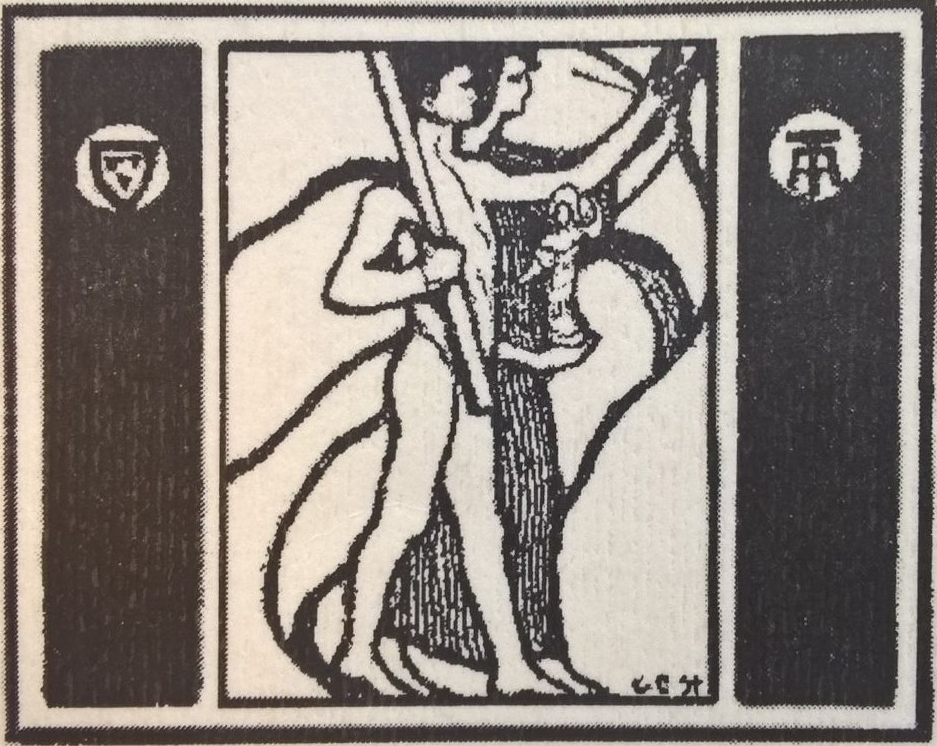
Sigla Tinerimii din anul 1915

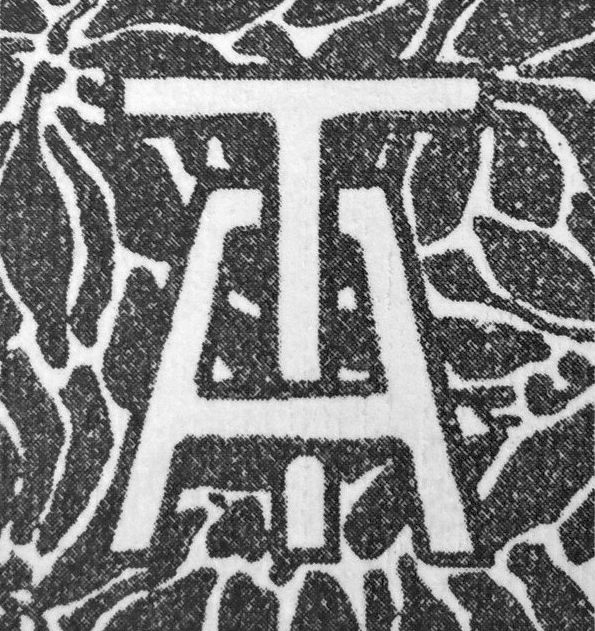
Sigla Tinerimii din anul 1926

Societatea a obținut prin decretul din 21 aprilie 1908 calitatea juridică și ca urmare, s-au făcut o serie de modificări ale statutului ei. S-au eliminiat și prevederile care restrângeau condițiile prin care se primeau noi membri. Așadar, prin noua politică a ușilor deschise și prin prestigiul pe care societatea l-a obținut datorită manifestărilor pe care le-a făcut în decursul timpului, s-a facilitat obținerea statutului de membru a numeroșilor amatori de artă și artiști, din care mulți erau transfugi de la Cercul artistic.
Semnificativ de menționat este faptul că prin noul statut s-a prevăzut pe lângă stipulările anterioare și „acordarea de ajutoare membrilor societății care devin incapabili de a munci". Conducerea organizației nu a mai fost dată unui comitet format din trei persoane, ci unui consiliu din șase membri - președinte, vicepreședinte, secretar, casier și doi membri. Mandatul era acordat pe un termen de cinci ani cu drept de realegere. Cei șase puteau fi aleși nu doar dintre societari, ci și dintre membrii asociați, care nu făceau parte întotdeauna din tagma oamenilor de artă. Consiliul avea dreptul să convoace adunarea generală a societății sau pe cea a membrilor societari atunci când problemele de rezolvat erau mai dificile.
Ca urmare, s-a ales un nou comitet al Tinerimii din care au făcut parte alături de Oscar Späthe, Kimon Loghi și Gheorghe Petrașcu și multe personalități din domeniul culturii ca Alexandru Davilla și Anastase Simu. Comitetul a solicitat Ministerului Cultelor și Instrucțiunii Publice cedarea unui teren cu titlu gratuit pe care societatea să-și ridice clădirea destinată expozițiilor. Ministerul a tărăgănat aprobarea cererii cerând fel și fel de lămuriri suplimentare.

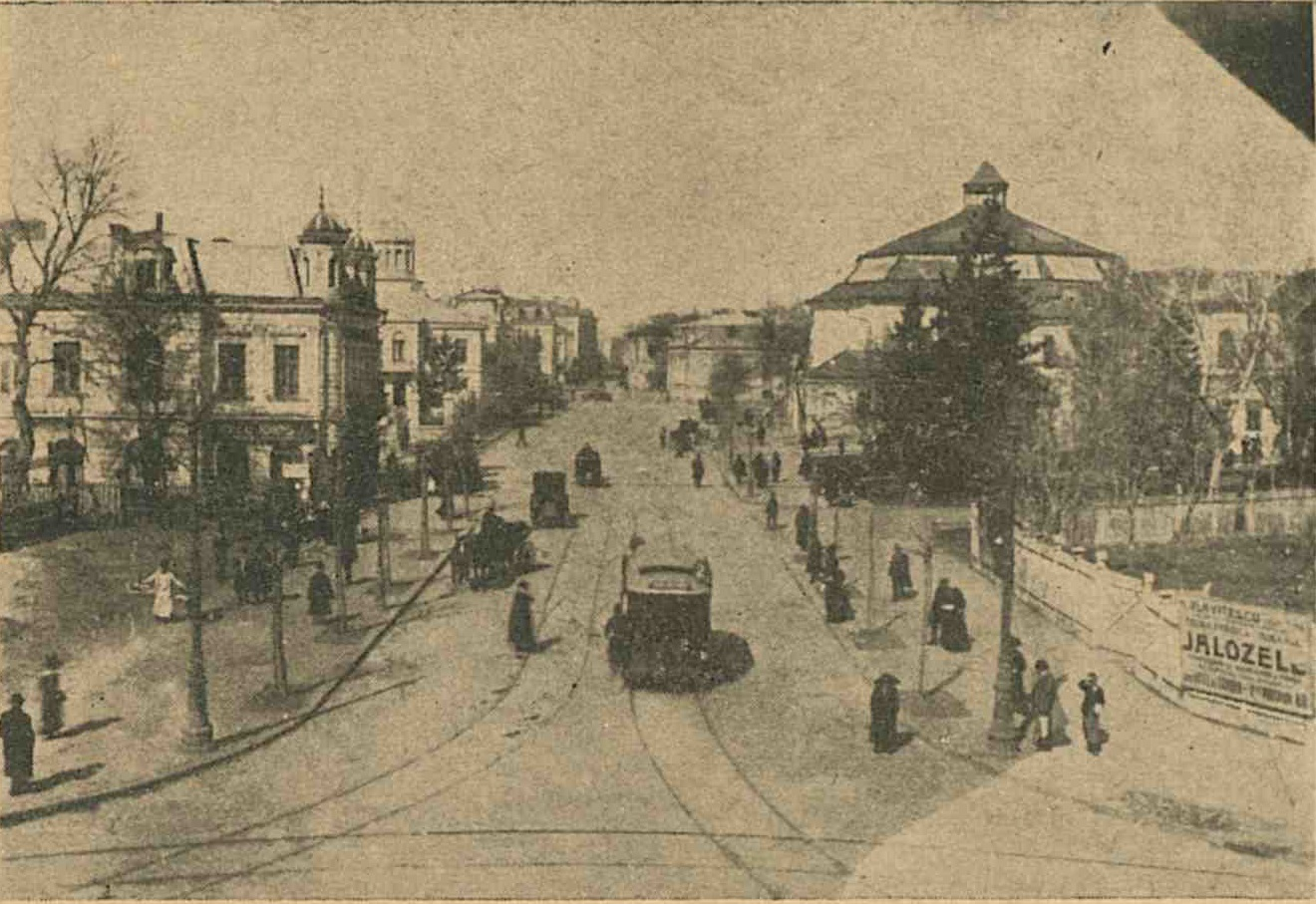
O vedere din vremea tramvaielor cu cai a fostei străzi Colțea, mai târziu Bulevardul Brătianu. La dreapta se vede Panorama Griviței.

Tergiversarea ministerială a fost influențată indirect și de acțiunile pe care Societatea generală a artiștilor din România le-a făcut. Membrii acestei societăți înființate la 24 ianuarie 1908, făceau parte din restul artiștilor neafiliați Tinerimii, în fruntea cărora erau cei asociați Cercului artistic. Din această cauză, comitetul societății s-a adresat și primăriei Bucureștiului, cerând  concesionarea clădirii părăginite a Panoramei lui Braun care era bine poziționată în centrul orașului. După alte surse din presa timpului, locația cerută a fost de fapt Panorama Grivița. Primăria și-a exprimat rezervele privind demersul Tinerimii și a amânat rezolvarea cererii. În consecință, societatea și-a organizat expoziția din anul 1909 tot la Ateneul Român.
Din cauza nemulțumirilor care au apărut din proasta gestionare și organizare a expoziției de la Ateneu, comitetul societății a intensificat tratativele cu primăria. Într-un final, s-a căzut de acord ca societatea să primească în concesiune pe un termen de trei ani de zile Panorama Grivița, fără ca să trebuiască a plăti vreun impozit. Această facilitate a fost acordată pe baza angajamentului societății în repararea și amenajarea pe cheltuiala proprie a clădirii concesionate.
Existența unui spațiu expozițional propriu a mulțumit toate spiritele și comitetul și-a propus să deschidă câte două expoziții în fiecare an, una primăvara și una toamna. Regula selectării exponatelor a fost stabilită astfel: la expoziția de primăvară fiecărui participant i s-au admis trei lucrări, iar la cea de toamnă câte cinci. La cea de primăvară puteau să participe și artiștii străini.

## Activitatea artistică și expozițională

### Manifestări locale
Expoziția Tinerimii artistice din anul 1902 a avut vernisajul în ziua de 1 martie 1902 la Ateneul Român, sub patronajul Principesei Maria. Toată presa din București a consemnat evenimentul. În unanimitate, cronica plastică a recunoscut superioritatea expoziției Tinerimii față de cea a Cercului artistic și cea a Expoziției artiștilor în viață care a avut lucrări ce au mai fost expuse cu ani în urmă la evenimente similare.
„Prima expoziție a fost un adevărat triumf. Nici odată poate, o sală de exposiție în București nu a fost aranjată cu un gust mai distins. Simțeai de la primul pas, că intri într’un adevărat templu al artei. O impresie de liniște senină, de adîncă mulțumire sufletească îti cucerea simțirea, acel fior de evlavie și mister pe care-l avem toți în fața unei puternice manifestări artistice...”—I. Darie, Tinerimea artistică, în Calendarul Minervei, 1903, p. 93
În anul 1902, cronica de artă a vorbit despre:
- Principesa Maria, care a expus vase de ceramică provenite de la fabrica din Darmstadt, diverse obiecte de mobilier realizate în școlile de arte și meserii din România după indicațiile ei, stofe, broderii și trei tablouri, creație proprie.[33]
- Constantin Artachino, care a avut mai multe picturi dintre care presa a remarcat: unul ce înfățișează o cărare în pădure într-un anotimp de toamnă, o femeie lucrând în pragul unei uși, multe tablouri cu flori și portrete în sanghin. Cel mai reușit portret a fost cel care-l înfățișa pe dl Brezeanu.[33]
- Nicolae Grant, a avut o natură moartă.[33]
- Kimon Loghi, cu mai multe picturi și două panouri decorative cu subiecte orientale. S-a remarcat compoziția Sfinx, un vagabond în două variante, o fetiță cu o pisică (Anchetta) și Ileana Cosânzeana.[33]
- Ștefan Luchian, cu multe tablouri cu flori și un Car cu boi.[33]
- Dimitrie Mirea a expus un bust intitulat Apostolul.[33]
- Gheorghe Petrașcu, cu numeroase lucrări.[33]
- Ștefan Popescu, cu schițe pentru fresca de la Ateneul Român și cărți poștale.[33]
- Frederic Storck, cu un Cap de țigancă și basoreliefuri, remarcată a fost cea intitulată Adevărul (Veritas) ce înfățișează o femeie ținând un craniu în mână.[33]
- Oscar Späthe, a expus statua intitulată Fiat lux ce făcea deja parte din colecția Principesei Maria și două schițe ornamentale.
- Ipolit Strâmbulescu a ocupat un întreg panou cu Portretul lui Brezeanu, Cetățeanul turmentat, Vlad (Mort fără lumânare) și Avarul. A mai expus și o serie de nuduri.[33]
- Arthur Verona, a expus pe pereții din zona ocupată de Principesa Maria. A avut o marină mică și peisaje.[33]
- Nicolae Vermont. a expus tablouri deja cunoscute de amatorii de artă, precum și un tablou apreciat de critică ca fiind neterminat întitulat Isus în templu, considerat a fi o capodoperă.[33]

Principesa Maria a vândut două acuarele și a cumpărat Pe prispă de Loghi, Impresie (pastel) de Luchian, La ușa bisericii de Vermont, Portul Brăila de Verona, Eva (bronz) și Impresie (bronz argintat) de Storck. Principele Ferdinand a cumpărat Orientală de Loghi, Impresie - bust de marmură - de Oscar Späthe. Virgil Cioflec a cumpărat Iarna de Verona, Mănăstirea Nămăești de Vermont, Scară de Artachino. V.A. Urechia a luat Toamna de Petrașcu. Alexandru Vlahuță a luat Christ între cărturari de Vermont. Lista completă a vânzărilor a fost publicată în Ziarul Adevărulu din 28 martie 1902.
Operele membrilor societății au atras simpatiile elevilor Școlii de Belle Arte din București prin plasarea la loc de cinste a tematicii peisajului urban și rural, deopotrivă cu scene de gen realizate și inspirate după natură. Ca reacție, conducerea școlii a elaborat măsuri de sustragere a elevilor de sub influența societății și de supraveghere  a activității lor. Elocventă este organizarea societății Cercului elevilor școlii de arte frumoase.
Confirmarea succesului pe care societatea l-a avut cu expoziția din anul 1902, s-a obținut cu ocazia celei de a doua expoziții organizate de Tinerimea artistică din anul 1903. Alături de membrii fondatori, în semn de solidaritate, Nicolae Grigorescu a participat cu două tablouri. Ca urmare a unei selecții exigente a lucrărilor, au mai fost invitați Jean Alexandru Steriadi, Alexandru Satmari și Apcar Baltazar. Au fost prezente opere care imitau opera lui Grigorescu și lucrări ale unor autori de factură academistă. În mod similar altor țări europene, academismul românesc se caracteriza printr-o abatere de la cele mai vii probleme ale contemporaneității, folosind o paletă întunecată și de cele mai multe ori era lipsită de strălucie și lumină. În plenitudinea lui, academismul din România a părăsit subiectele mitologice și s-a afirmat cu pregnanță în realizarea de portrete, rareori nuduri, și naturi moarte.
În ansamblul ei, expoziția a marcat înainte de toate, succesul culorii ca influență inerentă a impresionismului francez. Prin comparație, artiștii români care au urmat această tendință, dădeau încă importanță subiectului și nu-l considerau doar un suport sau pretext pentru efectul mereu mișcător al luminii impresioniste ce lua în obiectiv doar esența estetică. Nu se poate vorbi nici de o factură impresionistă care-si trage seva din ortodoxism, datorită tușei de culoare ce nu este fragmentată în aceeași măsură ca în impresionismul francez, iar pictorii nu au aplicat în mod sistemic legea complementarității culorii.
Ca urmare a succesului înregistrat de expoziția din anul 1903, autoritățile nu au mai putut să nu ia în considerare reala valoare a evenimentului. Astfel, Ministerul Cultelor și Instrucțiunii Publice care luase decizia de a nu mai organiza o Expoziție a artiștilor în viață, a cumpărat mai multe lucrări din expoziția organizată de societate.
Societatea Tinerimea artistică a organizat în anul 1904 a treia manifestare expozițională din România și a patra de când a fost înființată. Pe lângă artiștii care au expus la precedentul eveniment de la București, au mai fost prezenți și gravorul Gabriel Popescu, Cecilia Cuțescu-Kunzer, arhitectul Petre Antonescu și pictorii greci Nikiforos Lytras, Gheraniotis și Ana Papadopol din Atena. Pictorii greci nu au fost singurii străini. Au mai participat și vienezul Gustav Gurschner și francezul C. Millés. Nicolae Grigorescu a expus cu această ocazie șapte tablouri.

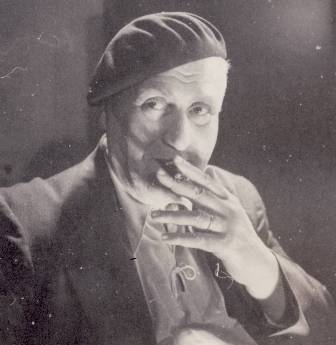
Iosif Iser - invitat la Expoziția Tinerimii artistice din anul 1905

În trei saloane ale Ateneului Român au fost aranjate cele 240 de lucrări pe care le-au adus participanții.
Față de precedentele expoziții al căror succes a fost mai mult de ordin moral, succesul înregistrat la această manifestare a fost și unul financiar, accentuat de marele interes arătat de publicul amator.
Cea de a patra expoziție a societății din anul 1905 a fost primită cu rezervă de către o mulțime de publicații ale vremii și mai ales cu dezinteres de către amatorii de artă și de colecționari. Dezinteresul a rezultat din faptul că sub impulsul social reprezentat de creșterea mișcării sindicaliste și a declanșării masive a grevelor muncitorești, artiștii au creat opere în care au prezentat pe lângă case de mahala și peisaje pitorești și numeroase portrete și scene de gen din viața oamenilor simpli. Concludente au fost Chivuțele din Piața Mare a lui Steriadi, Iarna la mahala a lui Ipolit Strâmbu, Car cu boi a lui Nicolae Vermont, Pâinea de toate zilele a lui Arthur Verona și Țărăncuțele lui Ștefan Luchian. Luchian avea să realizeze în acel an și celebrul După muncă, spre casă.
Faptul că o categorie dintre artiști au intrat în tematica socială a avut o consecință oficială imediată. Astfel, Ministerul Cultelor și Instrucțiunii nu a mai cumpărat lucrări direct din expoziție și nu a mai lăsat comitetul de conducere al Tinerimii artistice să discearnă alegerea tablourilor și evaluarea prețurilor, ci a creat o comisie ministerială în acest sens.
Cu toate că la propunerea societății de a reprezenta România la cea de a IX-a Expoziție internațională de la Munchen, ministerul și-a dat acceptul, acesta a decis să achiziționeze lucrări de la expozițiile Cercului artistic, tocmai pentru a sprijini această societate care a reînceput să organizeze manifestările anuale obișnuite. Despre participarea Tinerimii la expoziția de la Munchen nu au rămas informații, deoarece presa s-a mulțumit doar să o consemneze, fără a face cronică.
Ministerul Cultelor a instituit așa numita Casa Artelor ce a funcționat ca o direcție specială al cărei scop principal era să se ocupe de toate manifestările artistice. În consecință, presiunile făcute de autorități și reticența oamenilor bogați față de tematica realist critică luată din clasa oamenilor nefericiți și exploatați vor greva manifestările ulterioare ale Tinerimii artistice.
La a cincea expoziție a Tinerimii artistice din anul 1906, participanții nu au mai vrut să expună lucrări cu tematică socială, singura excepție făcând-o Ștefan Luchian care a venit pe simeze cu celebrul tablou La împărțitul porumbului. Pictura lui Luchian a stârnit atât de multe polemici încât, deși nu puteau să-i aducă critici privitoare la modul de realizare artistică, presa a încercat să-i minimalizeze conținutul demascator.
Un cronicar A. Costin a spus că pictura prezenta „... o scenă de actualitate... redată cu destul humor". Realitatea a fost că tabloul lui Luchian a generat o impresie defavorabila în cercurile oficialităților, fapt care a degenerat în respingerea propunerii ca Tinerimea să participe ca un grup distinct și fără să își supună lucrările unui juriu. Abia după insistențe importante, prezentând și lista cu lucrările ce urmau a fi expuse, Tinerimea a fost  admisă șă-și expună lucrările separat de ceilalți artiști.
Expoziția din anul 1906 a întrunit, pe lângă exponatele membrilor fondatori ai societății și a membrilor societari, operele ce au aparținut a celor peste 20 de artiști străini ce au participat la eveniment. În plus de această situație, s-a constatat că expoziția avea pe simezele sale și câteva tablouri de dimensiuni mai mari. Invitat la manifestare a fost Eustațiu Stoenescu care a adus o pictură intitulată Supa populară. Samuel Mützner, invitat și el la eveniment, a expus trei tablouri.
1907 a fost anul a celor mai mari răscoale țărănești și în București mitingurile de solidaritate ale muncitorilor cu țăranii erau la ordinea zilei. În luna martie, Tinerimea artistică a deschis expoziția anuală de la Ateneul Român. Ziarele și revistele bucureștene au elogiat deschiderea manifestării, cu toate că se știa că din cauza evenimentelor sociale, cumpărătorii nu se vor înghesui la achiziții.
Presa elogioasă a subliniat inițiativa expozițională a Tinerimii, spunând că artiștii participanți au dovedit că sunt „adevărați artiști", că ei au făcut „artă de dragul artei" și că numai în acest fel pot realiza „creatii nemuritoare". Presa oficială a făcut puține comentarii și a trecut sub tăcere faptul că pe simeze erau picturi cu tematici inspirate din viața celor fără posibilități de trai. Lucrările de acest fel au fost mai numeroase ca la ultimele două expoziții. Pe de altă parte, aceeași presă obedientă autorității, a insistat asupra „valorii” unor picturi idilice semnate de Ipolit Strâmbu și Kimon Loghi. Apreciind eforturile unor participanți la expoziție care au prezentat teme idilice rurale, oficialitatea a pus la dispoziția societății fonduri pentru achiziții și a lăsat societatea să aleagă ea lucrările și să stabilească prețurile. Această decizie a creat numeroase nemulțumiri și chiar și o plecare temporară din societate a lui Arthur Verona, care era membru fondator.

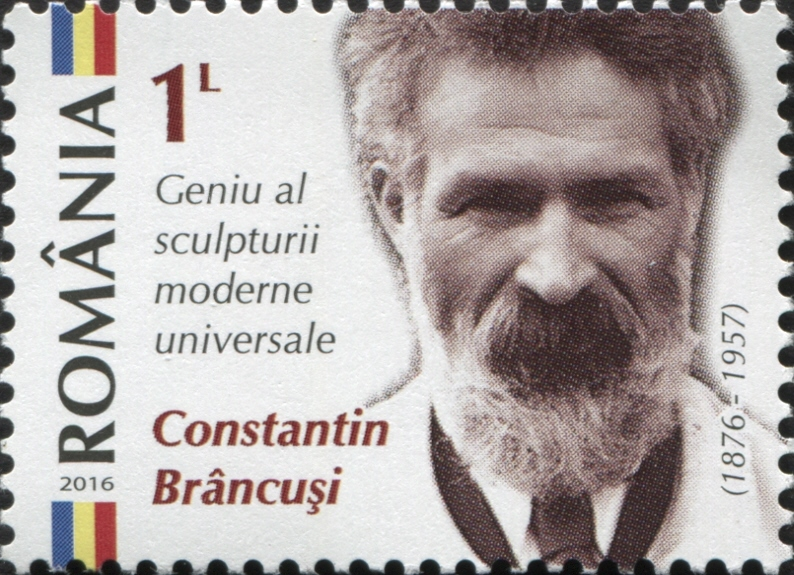
Constantin Brâncuși (marcă poștală - 2016)- invitat la Expoziția din anul 1907

Au existat în presă și critici cu privire la poziția pasivă a membrilor Tinerimii artistice făță de evenimentele sociale din anul 1907. Astfel, George Ranetti[B] l-a criticat pe Ipolit Strâmbu care a expus un tablou care înfățișa un ciobănaș visător și bucălat ce se sprijinea într-o bâtă, în loc să-l prezinte zdrențuit, cu pumnii încleștați, cu o privire sinistră și cu niște buze crispate de un rânjet hidos care să semnifice blestemul. Este cunoscută o astfel de atitudine de eschivare de la înfățișarea frământărilor sociale de către membrii Tinerimii, motivul fiind unul simplu - în rândurile membrilor societari existau fii de moșieri ca Jean Alexandru Steriadi, Eustațiu Stoenescu, Gheorghe Petrașcu, Cecilia Cuțescu-Kunzer, Arthur Verona sau chiar ei erau proprietari de ateliere de sculptură ca Frederic Storck și Oscar Späthe.
Conform considerațiilor argumentative expuse la Expoziția din anul 1907, nu trebuie ca analiștii activității Tinerimii artistice să fie surprinși că la manifestarea din anul 1908, au predominat iarăși tablourile lipsite de importanță tematică. Ele afișau peisaje din țări străine și autohtone pe lângă studii și capete de expresie sau portrete.
Această expoziție a fost pur și simplu invadată de peisajele venețiene ale Ceciliei Cuțescu și Samuel Mützner, de cele macedonene ale lui Kimon Loghi, de cele franceze al lui Alexandru Poitevin-Skeletti, de cele bulgărești ale lui Constantin Artachino, de cele ale Alexandrei Popini din Anglia și de cele ale lui Steriadi din Spania.
Au existat doar câteva lucrări care aminteau de lumea cenușie a țăranilor săraci și a mahalalelor - Atelier de tâmplărie a lui Ștefan Popescu, Fata lăptăresei și Din poezia mahalalelor de Apcar Baltazar și Impresie din târg de Gheorghe Petrașcu.
Tinerimea artistică a făcut, în anul 1909, diligențele pe lângă Primăria Bucureștiului pentru intrarea în posesie gratuită a clădirii Panoramei Grivița, pe care membrii societății doreau să-l amenajeze ca sală permanentă de expoziții. Cum, primăria a amânat rezolvarea cererii, Tinerimea artistică a trebuit să-și deschidă expoziția anuală tot la Ateneul Român.

Sculpturi care au fost prezente la Expoziția Tinerimii artistice din anul 1909
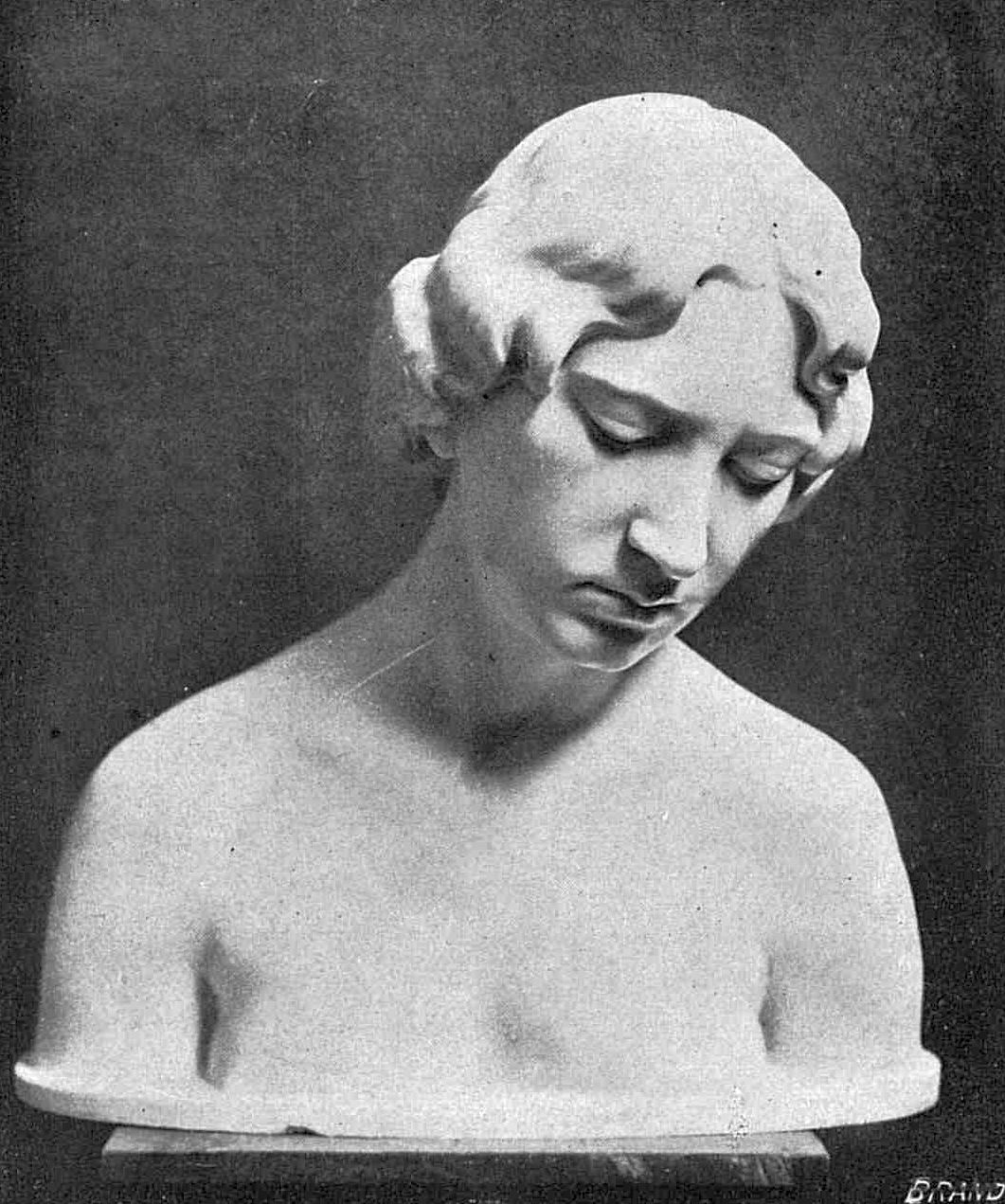
Gânduri [ Oscar Späthe ]
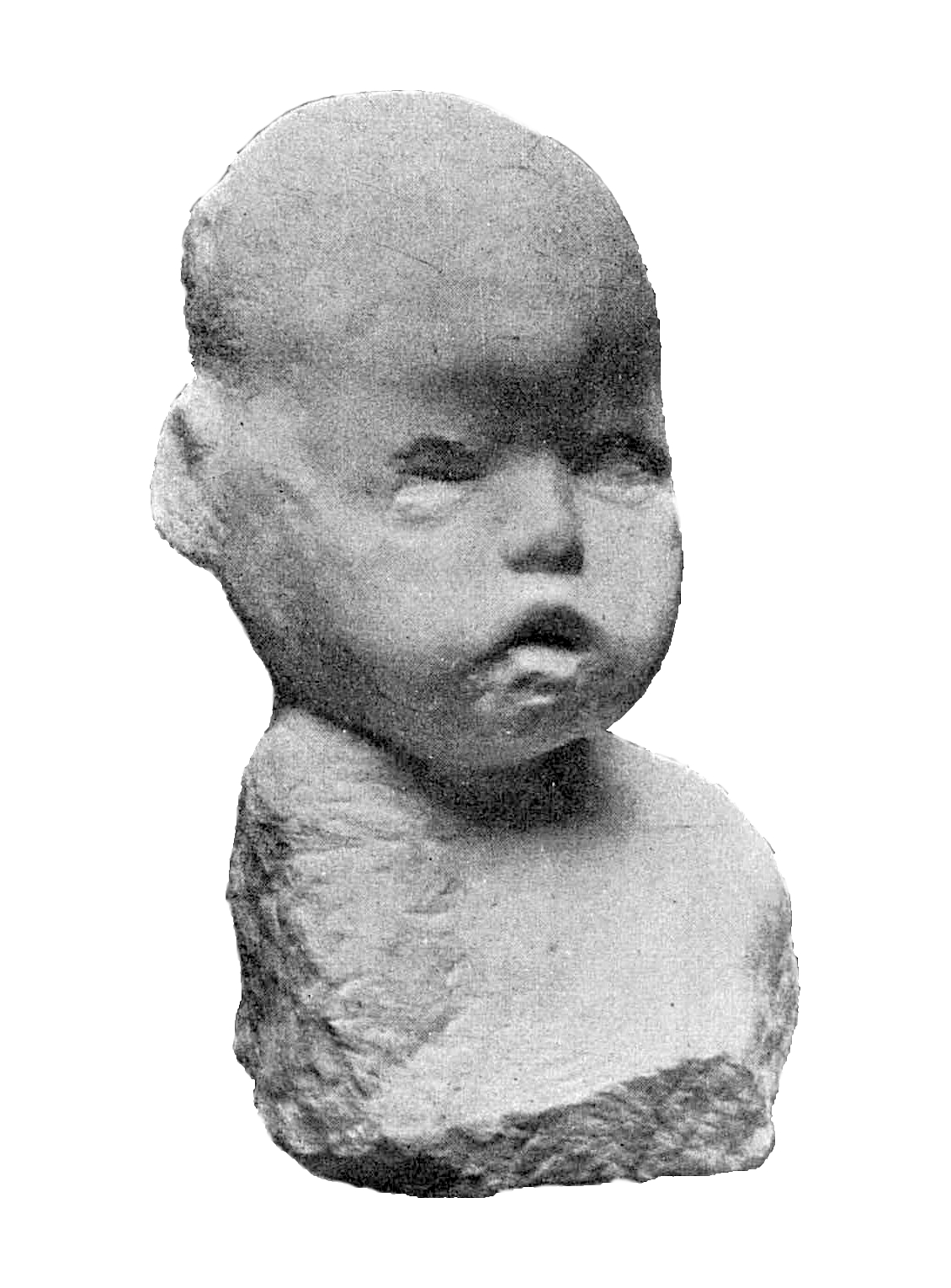
Cap de copil [ Constantin Brâncuși ]
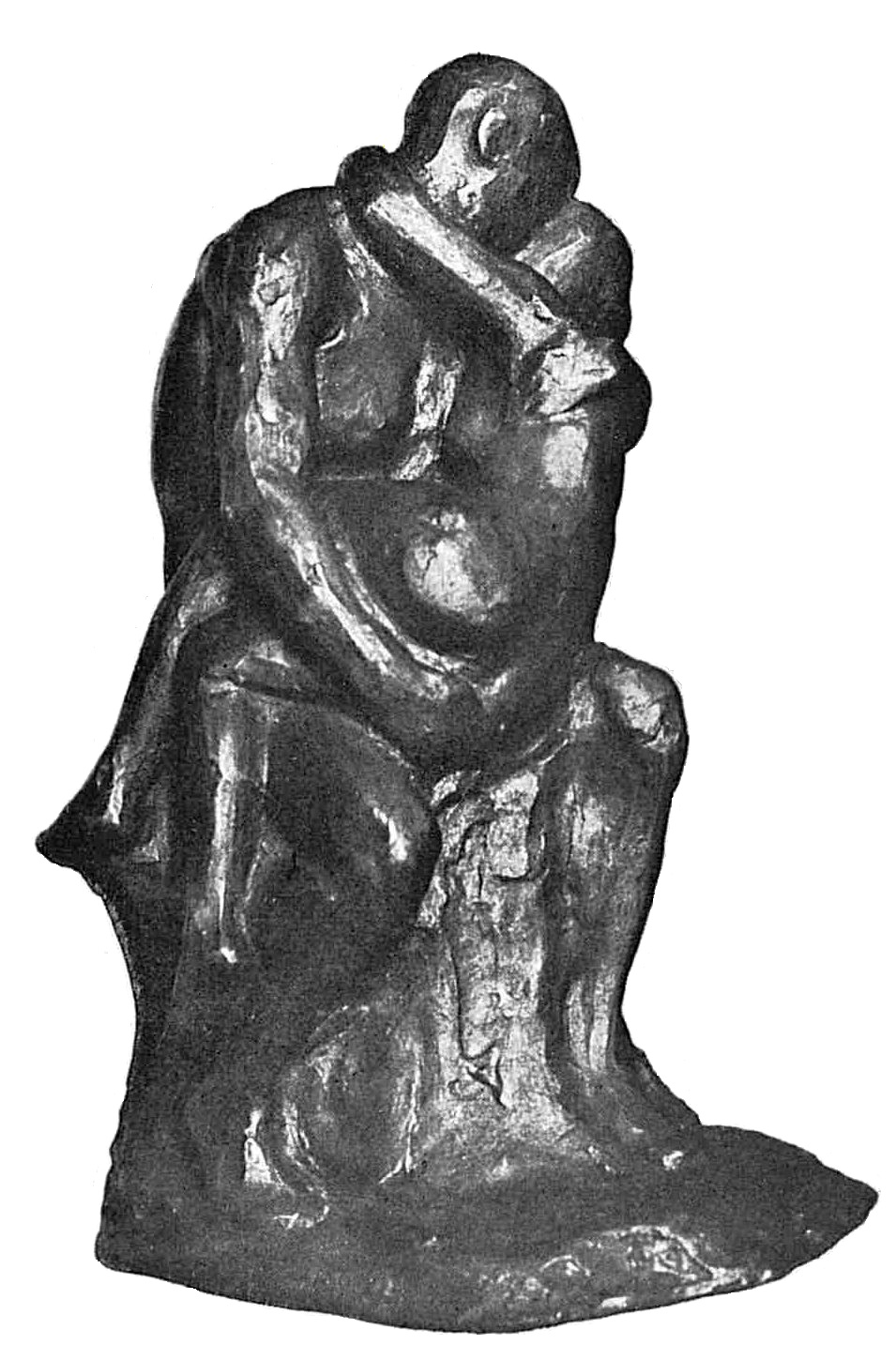
Iubire [ Frederic Storck ]
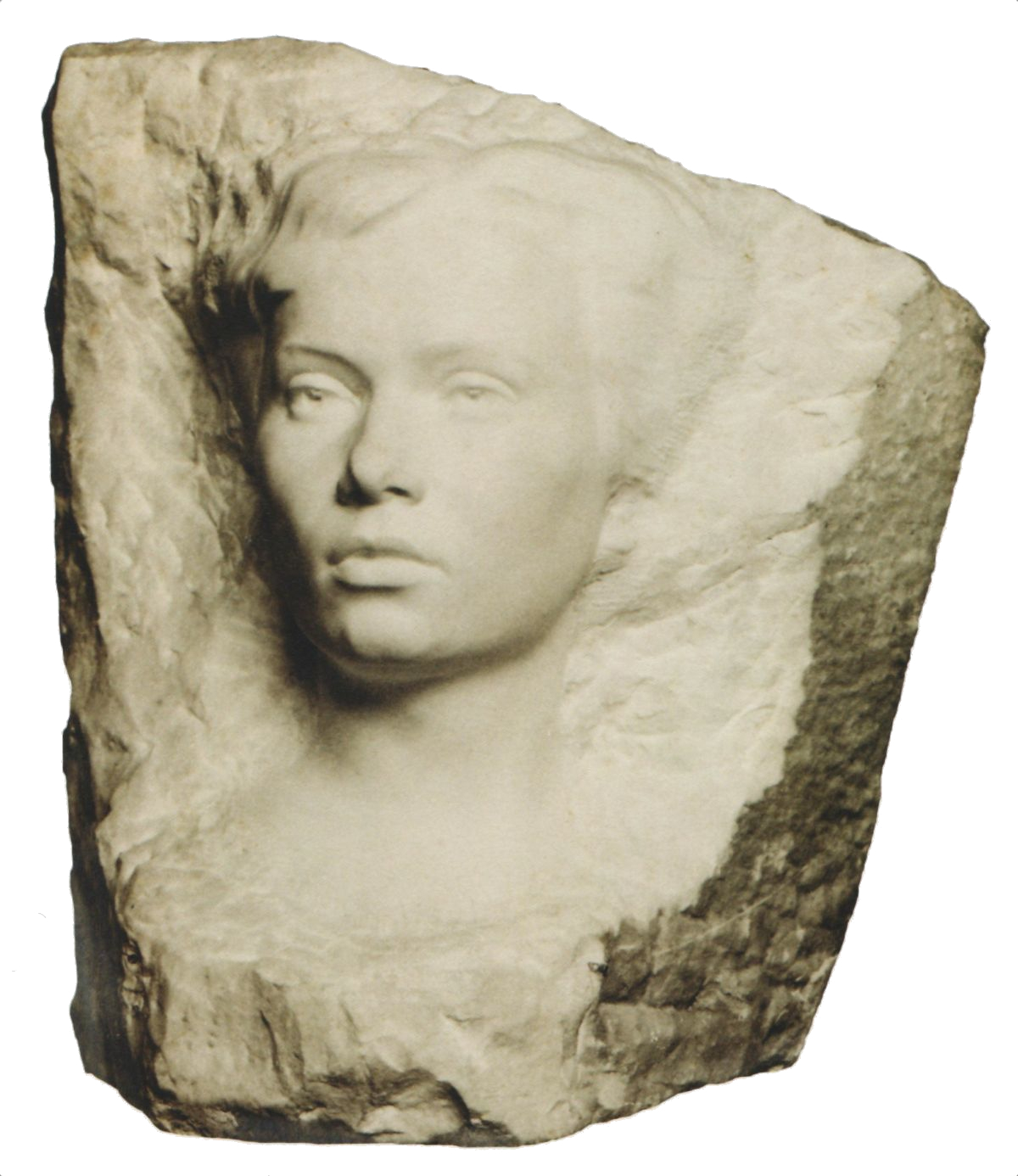
Cecilia Cuțescu-Storck [ Frederic Storck ]
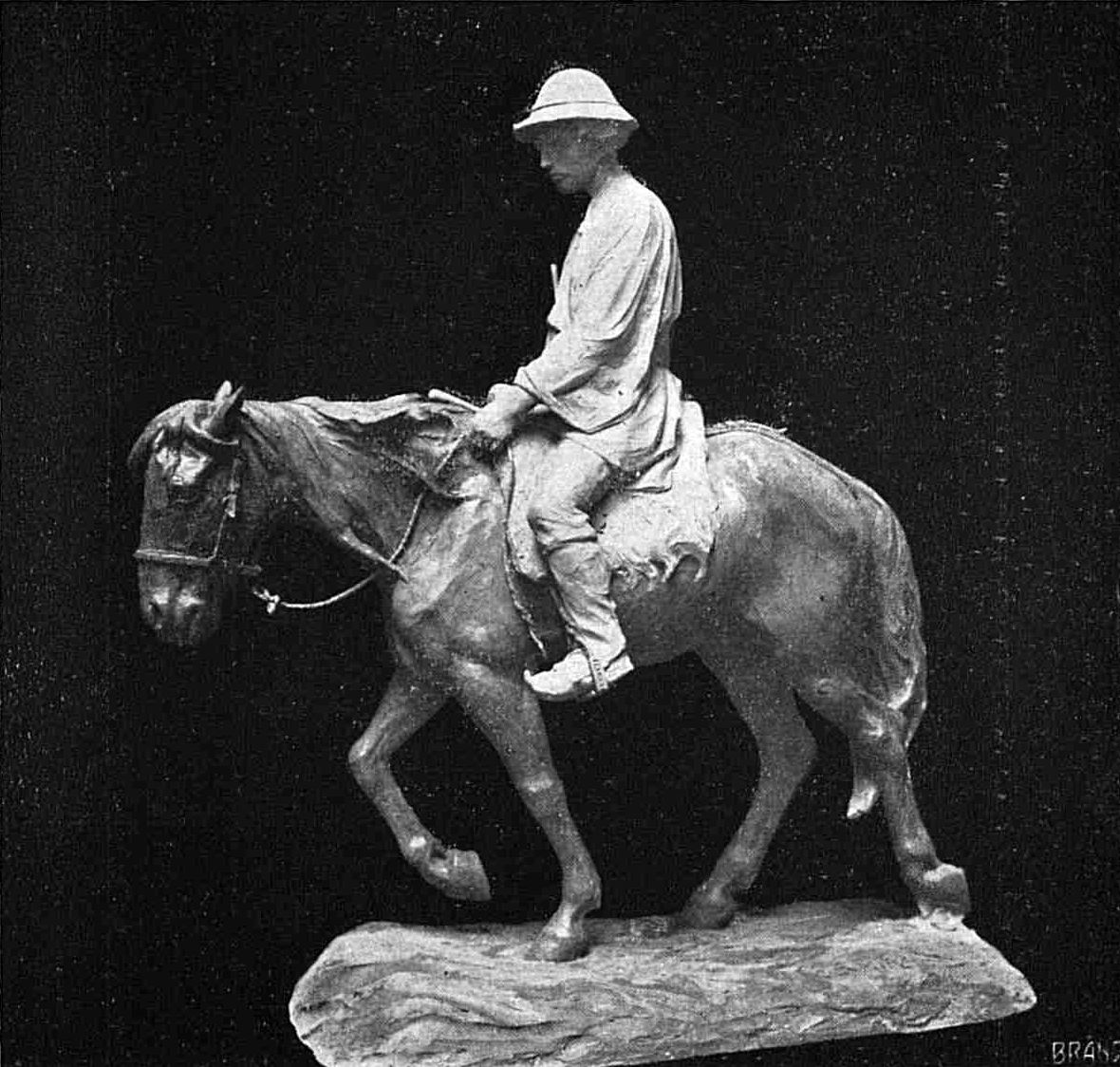
Cioban călare [ Dimitrie Mirea ]

Spațiul în care s-a desfășurat evenimentul era prea mic pentru numărul foarte mare de expozanți. Lucrările au avut parte de o panotare înghesuită și arbitrară. Din această cauză, vizitatorii au fost nemulțumiți deoarece erau obișnuiți cu precedentele expoziții ale societății care au fost mult mai bine organizate. Acest fapt a dus la o învrăjbire a artiștilor pentru că majoritatea lor s-a simțit nedreptățită de modul de expunere a lucrărilor.
Ca urmare a nemulțumirilor, o parte dintre artiști au participat la Salonul Oficial ce s-a redeschis după șapte ani de absență, tocmai pentru a nu le fi afectat prestigiul în fața publicului vizitator.

Picturi care au fost prezente la Expoziția Tinerimii artistice din anul 1909
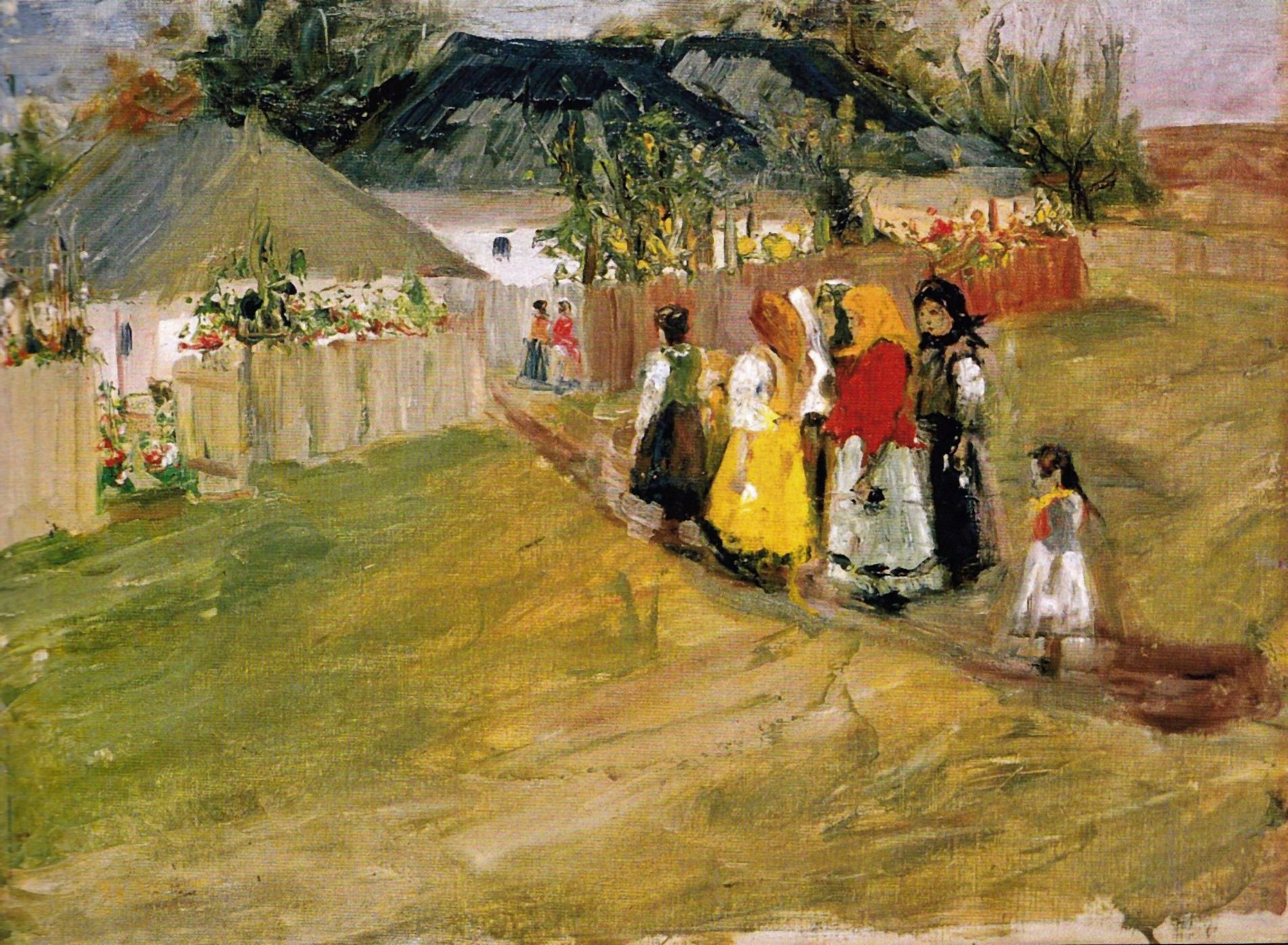
La sârbi [ Apcar Baltazar ]
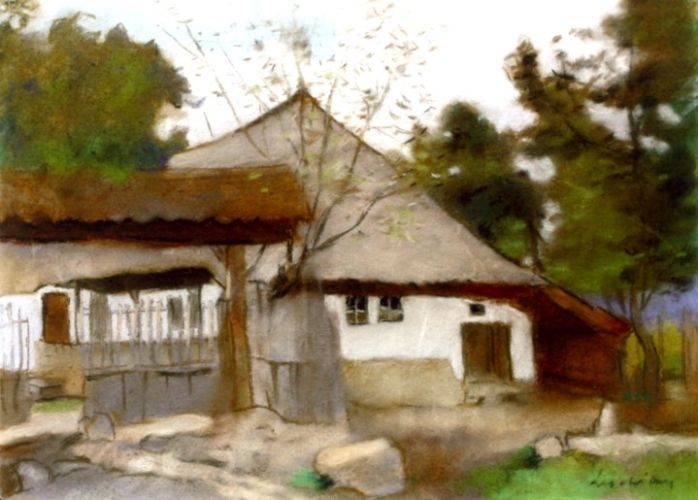
Casa din Brebu [ Ștefan Luchian ]
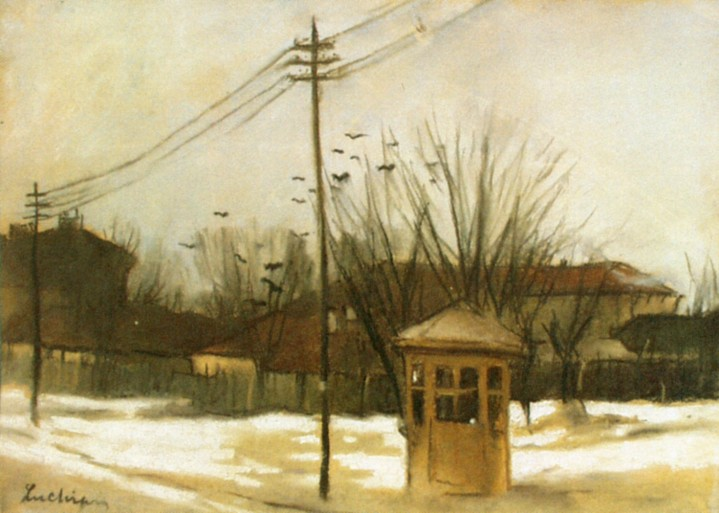
Ghereta din Filantropia [ Ștefan Luchian ]
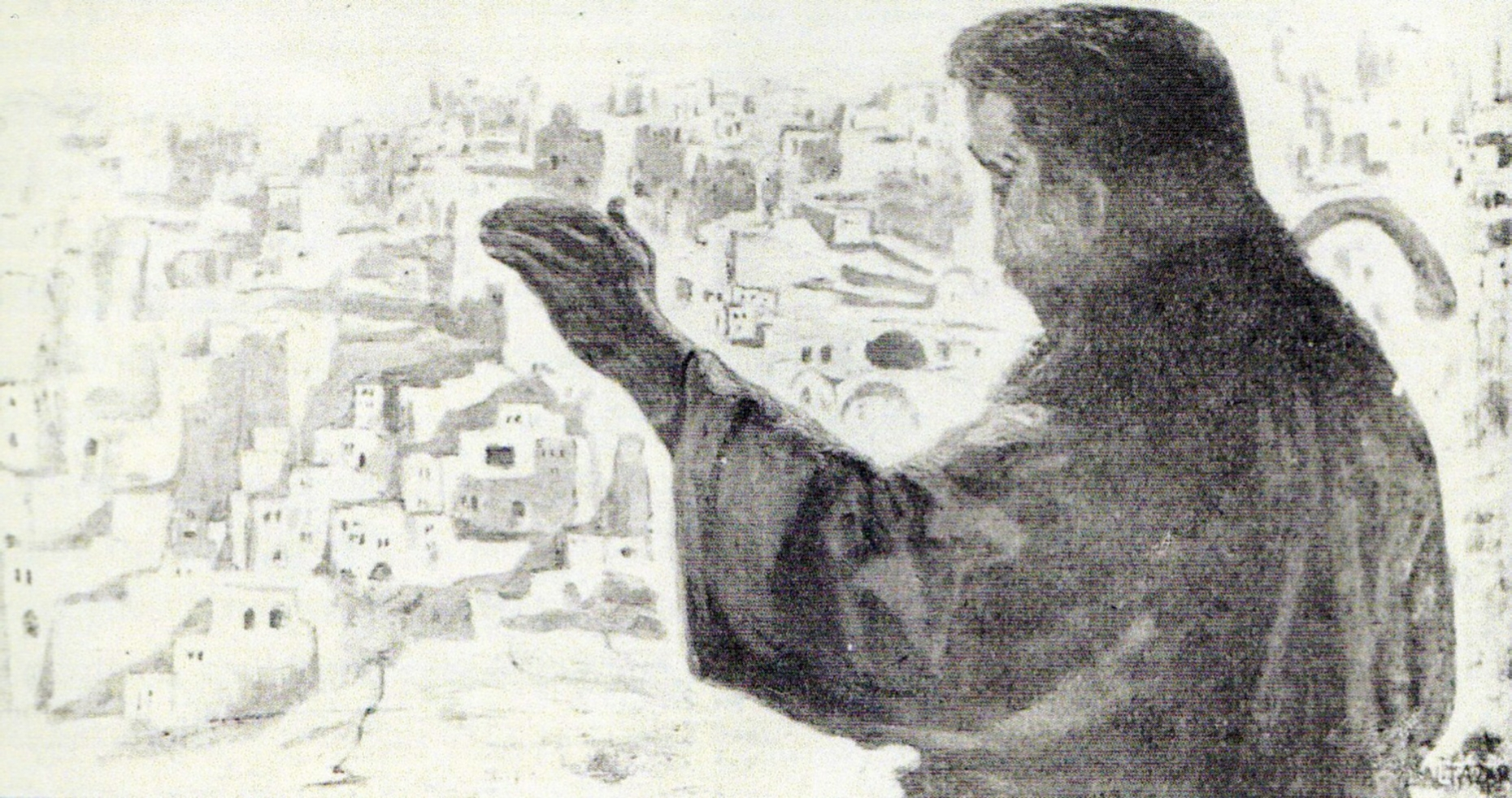
Christos plângând cetățile [ Apcar Baltazar ]

La eveniment au participat 42 artiști care au expus 174 de lucrări. Imagini cu exponate de la această expoziție se găsesc la commons.
În luna aprilie a anului 1910 s-a deschis în mod solemn cea de a noua expoziție a Tinerimii artistice în clădirea Panoramei Grivița. Evenimentul a fost precedat de primirea de noi membrii în rândurile societății. Totul s-a desfășurat într-o atmosferă sărbătorească fiind cea mai amplă manifestare de artă plastică ce s-a cunoscut până în acel moment.
Au fost prezente exponate care au corespuns tuturor genurilor, manierelor și tehnicilor artistice. Dacă unii dintre vizitatori apreciau creația lui Ștefan Luchian, Camil Ressu, Ștefan Popescu, Gheorghe Petrașcu sau Jean Alexandru Steriadi, publicul larg și oficialitățile admirau lucrările de factură academistă a invitatului special George Demetrescu Mirea sau Eustațiu Stoenescu. Alții au apreciat picturile lui Arthur Verona și Ipolit Strâmbu care au fost prezenți cu scene idilice rurale. De asemenea, gusturi mai restrânse au avut și ele ce vedea: operele  secesioniste ale Ceciliei Cuțescu, primitivismul lui Constantin Brâncuși și neoimpresionismul lui George Mărculescu.
Cum manierele și tendințele erau uneori radical diferite, ele au fost susținute cu o pasiune excesivă de artiștii ce le promovau, fapt care a dus la comparații și aprecieri nepotrivite la adresa celorlalți colegi. Această stare de fapt, a dus în final la disensiuni între membrii societății. Presa vremii a preluat comentariile și cronica artistică a făcut o speculație mediatică al cărei izvor se găsea în cancanurile lumii artistice. Prin urmare, divergențele au escaladat în scandaluri publice. Aplanarea pentru moment a dezbinărilor a constat în excluderea Ceciliei Cuțescu din rândul membrilor societății.

### Manifestări din perioada 1911-1918
Manifestările expoziționale din primăvara și toamna lui 1910, precum și cele similare din anii 1911, 1912 și 1913 au fost la un nivel ridicat față de expozițiile organizate de Cercul artistic, tocmai prin prezența unor personalități artistice remarcabile ca Gheorghe Petrașcu, Ștefan Luchian, Iosif Iser, Jean Steriadi, Dimitrie Paciurea, care erau cea mai mare autoritate în lumea oficială și artistică a acelor vremuri.
Din cauza participării unui număr din ce în ce mai mare a unor artiști mediocri, precum și a unor concesii pe care le-au făcut în arta lor membrii mai vechi ca Arthur Verona, Kimon Loghi sau Ipolit Strâmbu, și mai ales pentru satisfacerea gusturilor majorității celor care făceau achiziții, nivelul manifestărilor organizate de Societatea Tinerimea artistică a scăzut considerabil în următorii ani - 1914, 1915, 1916.
Au existat semnale de alarmă care au criticat tendința descrescătoare a nivelului artistic al expozițiilor, precum și a expozanților. Cei din urmă, în goana lor de a satisface gustul ieftin, prezentau lucrări corespunzătoare. Cum era de prevăzut în asemenea condiții, cu cât calitatea expozițiilor și a exponatelor scădea, cu atât vânzările înregistrau noi maxime. Grăitoare este situația din anul 1916 când au fost vândute aproape toate lucrările din totalul celor 400 expuse. Vânzarea masivă din expozițiile societății nu era de natură a opri pe cei ce voiau succesul ieftin și facil.
Solicitudinea claselor dominante nu provenea dintr-o înțelegere a artei. Fiind lipsite din cauza războiului, de posibilitatea excursiilor în străinătate, bogații timpului au căutat să-și satisfacă plăcerile și desfătările în România. De remarcat că pentru prima oară s-au organizat în România luptele cu tauri îm anul 1915. Acest "divertisment" s-a desfășurat la Arenele romane.
Cumpărarea de tablouri de către proaspeții îmbogățiți de pe urma furniturilor de război, reprezenta dorința lor de a fi considerați susținători ai artelor și oameni cultivați.
Intrarea României în primul război mondial în ziua de 15 august 1916, a întrerupt o situație devenită foarte prosperă a Societății Tinerimea artistică. Desfășurarea războiului și retragerea în Moldova a dat impresia că până la încetarea ostilităților, Tinerimea artistică nu va mai putea organiza evenimente artistice.

#### Expoziția artiștilor români - 1917
Ocupanții germani, contrar previziunilor, au dorit să se erijeze ca protectori ai artei. De aceea au vrut să demonstreze că au instaurat o pace care lăsa artelor o cale de dezvoltare. Ei s-au străduit să sprijine și să încurajeze deschiderea a mai multor expoziții personale și să atragă bunăvoința comitetului societății pentru a-și desfășura conform programului său, expozițiile anuale. Astfel, cu sprijinul administrației germane, în ziua de 1 septembrie 1917, Expoziția artiștilor români și-a deschis porțile. Acest eveniment a fost considerat unanim, chiar și de membrii societății, ca o expoziție neoficială a Tinerimii artistice. Acest lucru a fost posibil deoarece comitetul de organizare era format din G.D. Mirea - director al Școlii de Belle-Arte din București, pictorul german Dzialis, H. Braune - directorul Pinacotecii de la Munchen, Frederic Storck și Jean Steriadi care erau membrii Tinerimii. La eveniment au participat toți societarii aflați la București: Cecilia Cuțescu-Storck,  Ștefan Popescu, Jean Steriadi, Nicolae Vermont, Ipolit Strâmbulescu, Dimitrie Paciurea, Constantin Aricescu, Ary Murnu, Frederic Storck și Gheorghe Petrașcu.

#### Expoziția de pictură și sculptură și expoziție retrospectivă de artă românească - 1918
În timpul primului război mondial, artiștii societari care nu erau mobilizați pe frontul din Moldova au răspuns sugestiei comandamentului german de la București de a deschide o expoziție a societății în perioada aprilie-mai la Ateneul Român. Astfel, societarii din capitala României au vernisat Expoziția de pictură și sculptură organizată de membri ai Tinerimii artistice și expoziție retrospectivă de artă românească. Acțiunea lor a fost considerată de artiștii mobilizați pe front ca fiind nepatriotică și nefericită. Astfel, în anul 1918, Tinerimea artistică a decis reluarea expozițiilor anuale. În luna aprilie s-a deschis la Ateneul Român o manifestare plastică care a reunit pe toți pictorii și sculptorii din București, alături de Kimon Loghi, Ary Murnu, Ipolit Strâmbu, Nicolae Vermont, Constantin Aricescu, Nicolae Grant, Ludovic Basarab și Gheorghe Petrașcu. În paralel, în sala Exarcu a Ateneului, sub egida societății s-a desfășurat o expoziție de artă românească în care au fost prezente cele mai bune lucrări ale artiștilor decedați sau absenți din ultima decadă de timp.
Expoziția din aprilie a fost susținută de cercuri conservatoare și Tinerimea a afișat o artă ruptă de realitate. Cele mai admirate exponate au fost scenele idilice, peisajele de basm, portretele "de aparat" și buchetele de flori. Orientarea conservatoare a societății care s-a înființat ea însăși ca un protest împotriva artei al cărui drapel a ajuns să-l poarte chiar ea, nu se datorează onorurilor acordate membrilor de către oficialități, ci poziției lor, încă de la începutul primului război mondial, în a face concesii unei arte de agrement. Astfel, suferințele generate de război nu au avut niciun efect de substanță în opera lor. Comitetul de conducere al societății a ajuns să ia măsuri atunci când o parte dintre membri, alături de alți câțiva dintre artiștii talentați mobilizați pe front, au refuzat să expună la expoziția din 1918. Cei care au refuzat, i-au acuzat pe unii dintre membrii societății că au trădat idealurile artei și că aceștia militau într-o nouă societate artistică intitulată - Arta română.
În prefața catalogului expoziției, publicație bilingvă în limba română și germană, se menționa:
„... Este sigur că prezenta expoziție, în urma evenimentelor create de război, nu poate da o privire totală asupra producțiunii artiștilor români. O mare parte dintre aceștia aflându-se încă în Moldova, pe front sau ca prizonieri de război, n-au putut expune decât membrii Tinerimei artistice aflători în Capitală. Întregimea expoziției cu un număr de lucrări alese a pictorilor, parte morți, parte absenți, care se poate da grație bunăvoinței autorităților românești și a colecționarilor particulari din București, va fi deci cu atât mai bine venită"
Artiștii participanți au fost următorii: Constantin Aricescu - cu șase lucrări, Ipolit Stâmbulescu - cu patru, Ludovic Bassarab - cu douăzeci și două de tablouri, Richard Canisius - cu șase lucrări, Gabriel Popescu - cu trei gravuri, Rodica Maniu - cu zece, Kimon Loghi - cu unsprezece, Gheorghe Petrașcu - cu șaptesprezece, Ary Murnu - cu șapte, Cecilia Cuțescu-Storck - cu doisprezece: un ulei, șapte desene și trei porțelanuri, Nicolae Vermont - cu nouă - două acvaforte și șapte uleiuri și Frederic Storck - cu trei sculpturi.
Toate exponatele au fost puse spre vânzare, drept pentru care au avut notate și prețurile aferente. Pe lângă lucrările artiștilor români, au mai fost prezente și 41 de lucrări ale altor artiști, cei mai mulți fiind decedați: Ion Andreescu cu cinci picturi, trei din colecția dnei Iarca, unul de la Muzeul Kalinderu și unul din colecția dnei doctor Dona; Theodor Aman cu două picturi venite din colecția Grumberg-Ruleta; Camil Baltazar cu o lucrare din colecția lui Alexandru Bogdan-Pitești; G.D. Mirea cu trei tablouri - unul din colecția colonelului Theodor Mendorf și două din Muzeul Statului; Ștefan Luchian cu treisprezece picturi - zece din colecția lui Bogdan Pitești și câte unul din colecțiile lui Biskaborn, Grumberg și E. Berkowitz; Theodor Pallady cu trei lucrări - două de la Bogdan-Pitești și unul de la Grumberg-Ruleta; Ștefan Popescu cu cinci tablouri - din colecțiile colonelului Assan, dnei Diamandy, N. Brătescu, dnei Ghica și J. Roller; Jean Alexandru Steriadi cu un tablou de la Muzeul Statului; Camil Ressu cu trei - unul de la Muzeul Statului și două de la Bogdan-Pitești; Ion Theodorescu-Sion cu un tablou din colecția colonelului N. Bărbulescu; Arthur Verona cu patru lucrări - două de la Muzeul Statului și două de la E. Berkowitz.

### Manifestări internaționale

#### Expoziția Internațională de Artă la Atena - 1903
Datorită succesului expoziției din anul 1903, Ministerul Cultelor și Instrucțiunii Publice a acceptat ca Societatea Tinerimea artistică să reprezinte România la Expoziția regală internațională de la Atena. Acest demers al societății a îndeplinit un alt scop al existenței organizației: participarea colectivă la evenimente expoziționale din alte țări.
Există puține informații care să dăinuie peste timp în ce privește participarea societății la expoziția din Atena. A rămas memoriei faptul că pictorul Kimon Loghi a fost desemnat  ca „membru în juriul special român” și în juriul internațional de către comisariatul general al manifestării.
Nu au rămas istoriei nici numele celor care au participat la eveniment și nici denumirile lucrărilor care au fost expuse. Din analizele pe care istoricul de artă Petre Oprea le-a făcut în această direcție, după propriile afirmații, rezultă că nici presa românească nu a comentat evenimentul. După cum apare în cronicile de presă ale expozițiilor ce s-au derulat în acea perioadă, se poate vedea că la manifestările Tinerimii artistice au participat mulți artiști de origine greacă. Această evidență l-a făcut pe Petre Oprea să afirme că a existat, ca urmare a expoziției de la Atena, o colaborare pozitivă interstatală.

#### Expoziția Internațională de Artă de la München - 1905
În anul 1905, Societatea Tinerimea artistică a făcut diligențele pe lângă Ministerul Cultelor și Instrucțiunii Publice pentru a i se permită reprezentarea României la Expoziția internațională din München (cea de a noua). La München s-au format majoritatea artiștilor care au format Tinerimea artistică. Răspunsul ministerului a fost unul pozitiv, însă din cercetarea presei românești din acel an, s-a constatat într-un mod similar expoziției de la Atena, lipsa vreunei cronici care să semnaleze evenimentul.
Istoricul Petre Oprea a găsit, în schimb, catalogul manifestării artistice ce menționează pe toți artiștii români care au participat cu tot cu adresele lor din București. Aceștia au dus la München 31 de lucrări în sala 78:
Secția de pictură:
1. Constantin Artachino - trei picturi (nr. 55, 56, 57);
2. Nicolae Grant - două acuarele (nr. 1518, 1519) și un tablou (nr. 420);
3. Ștefan Luchian - două lucrări (nr. 776, 777);
4. Kimon Loghi - trei picturi (nr. 765, 766, 767);
5. Nicolae Vermont - trei lucrări (nr. 1343, 1344, 1345);
6. Gheorghe Petrașcu - cu trei tablouri (nr. 959, 960, 961);
7. Jean Alexandru Steriadi - cu un tablou (nr. 1211);
8. Ștefan Popescu - două pânze (nr. 929, 930);
9. Ipolit Strâmbulescu - trei tablouri (nr. 1221, 1222, 1223);
10. George Mărculescu - un tablou (nr. 746).

Secția de sculptură:
1. Dimitrie Mirea - o sculptură (nr. 1878);
2. Frederich Storck - trei sculpturi (nr. 1949, 1950, 1951);
3. Oscar Späthe - cu trei lucrări (nr. 1942, 1943, 1944).

## Concluzii
După expoziția din anul 1918, societatea a luat măsura de cooptare a cât mai multor membri. Partea proastă a fost că majoritatea noilor veniți proveneau dintre diletanții care împărtășeau aceleași idealuri. Ca urmare, Societate artistică a reușit să deschidă expoziții până în anul 1947 cu o mare regularitate. Expozițiile afișau sute de lucrări și astfel, Tinerimea artistică împreună cu Salonul oficial, era una  dintre cele mai ample manifestări artistice.

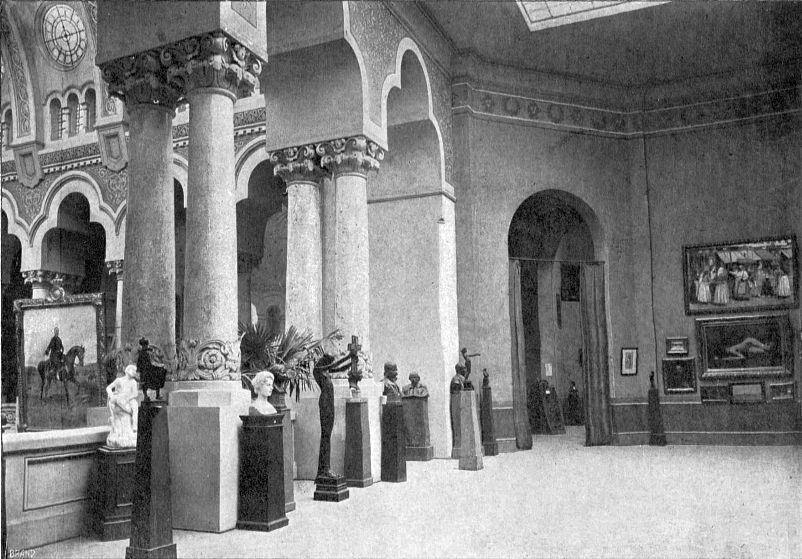
Sala Tinerimii la Expoziția Generală Română din 1906. În dreapta se vede pictura intitulată Chivuțele a lui Jean Alexandru Steriadi.

Prin autoritatea personalităților artistice a fondatorilor săi - Gheorghe Petrașcu, Jean Steriadi, Frederic Storck - și prin participarea temporară a unor tinere talente, manifestările societății s-au impus parțial și calitativ. Cerbicia societății pentru a promova o artă academică, idilică și de agrement, a fost datorată permanentizării în comitetul de conducere prin realegere a acelorași membri fondatori, tocmai acest lucru fiind interzis la înființarea ei. În acest fel, Kimon Loghi, un pictor ieșit din comun ce era adeptul unui idilism romantic de factură muncheneză, a fost reales în continuu în funcția de președinte. El a avut permanent aceiași colegi în comitetul de conducere: Ary Murnu, Constantin Artachino, Oscar Späthe și Ipolit Strâmbulescu. Acești secunzi ai lui Loghi, erau promotorii unor concepții și unor tehnici învechite, care își aveau originea în perioada lor de formare artistică de început al secolului al XX-lea.
Chiar dacă, Societatea Tinerimea artistică a avut o serie de neajunsuri, ea a fost una dintre manifestările de prim rang a mișcării plastice din România. Ea a întreținut o atmosferă de efervescență în rândurile membrilor săi și a stimulat creația opozanților. Remarcabil de semnalat, este faptul că toate vernisajele expozițiilor sale au dat posibilitatea artiștilor să se compare unii cu alții.
Până în momentul în care România a intrat în primul război mondial, Tinerimea artistică a fost un catalizator pentru arta românească, așa cum nici măcar Salonul oficial organizat de autoritățile statului nu a reușit să devină vreodată. Manifestările pe care le-a organizat au dat atât o imagine eclectică, cât și una stilistică, pe care orice cultură în ansamblul ei o cunoaște nu numai în zona artiștilor săi cei mai semnificativi. Tinerimea artistică „... a prezentat avantajul unei democrații exprimate cultural și a unui relativism al criteriilor care evita, pe cît posibil, rătăcirile dogmei.” Faptul că pictura lui Kimon Loghi avea o importantă căutare în rândul cumpărătorilor, nu a mirat pe nimeni. Importantă era toleranța dintre artiștii ce se alăturau pe aceleași simeze, eclectismul operelor lor și evidența că în ciuda fricțiunilor dintre ei, ca și din partea concurenței Societății „Cercul artistic” sau a Societății generale a artiștilor din România, ei au rezistat și au continuat an de an să organizeze evenimente expoziționale de artă. Prin modul în care a organizat expozițiile și a editat cataloagele, Tinerimea artistică a făcut ca „... Salonul oficial să rămână pe lângă d'însa ca o exhibiție de tablouri provinciale".

## Imagini cu artiștii participanți

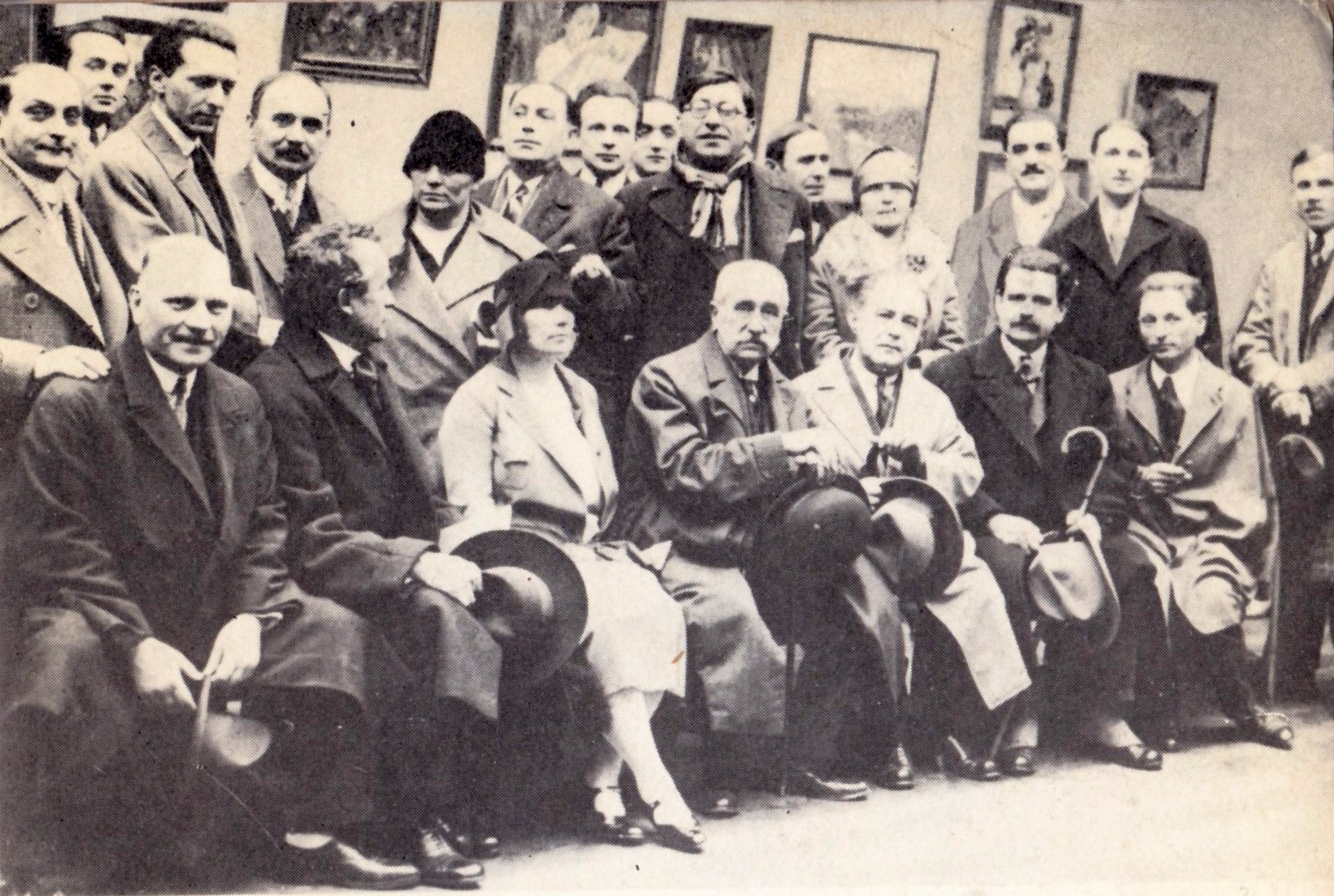
Grup de artiști (1)
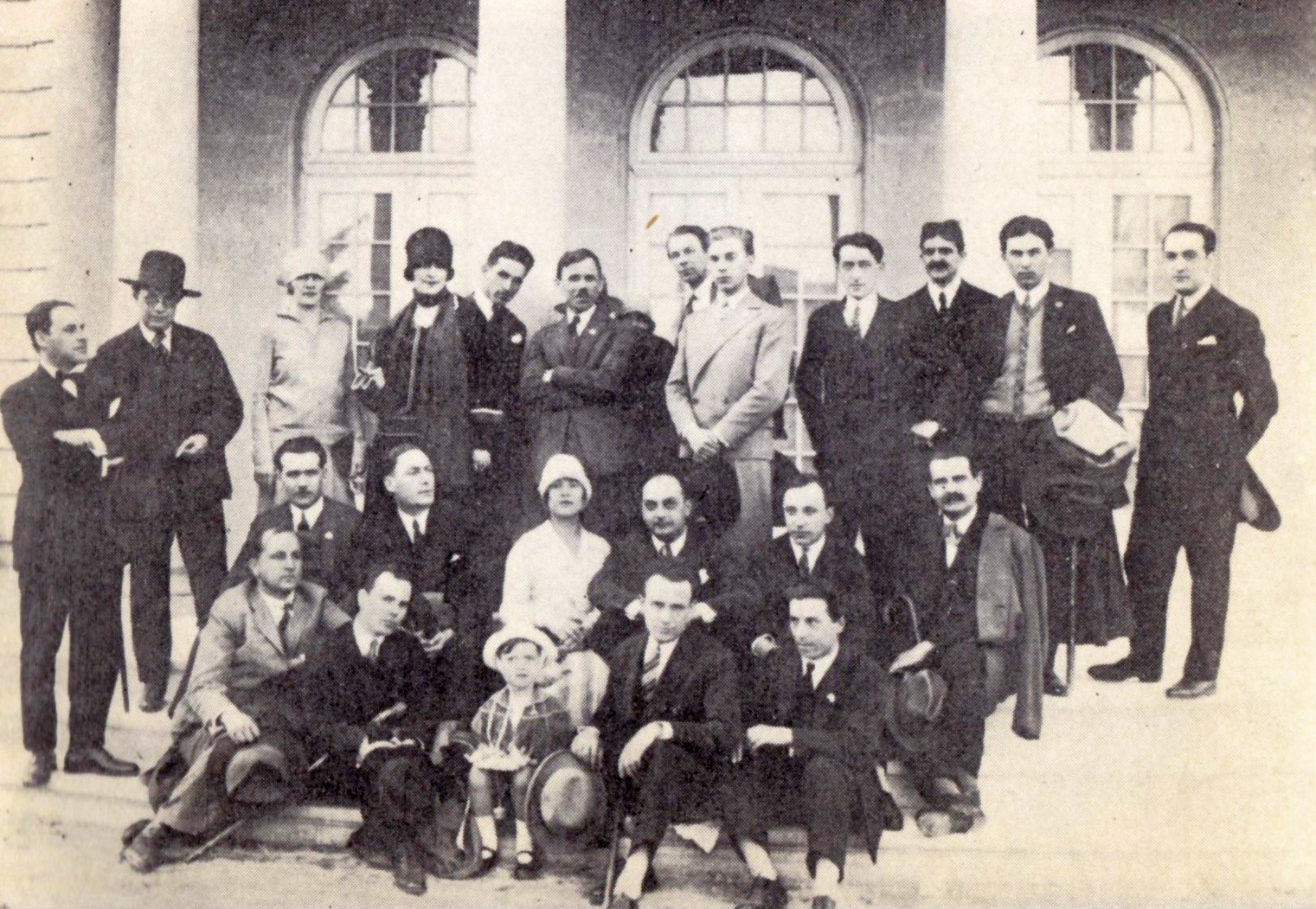
Grup de artiști (2)
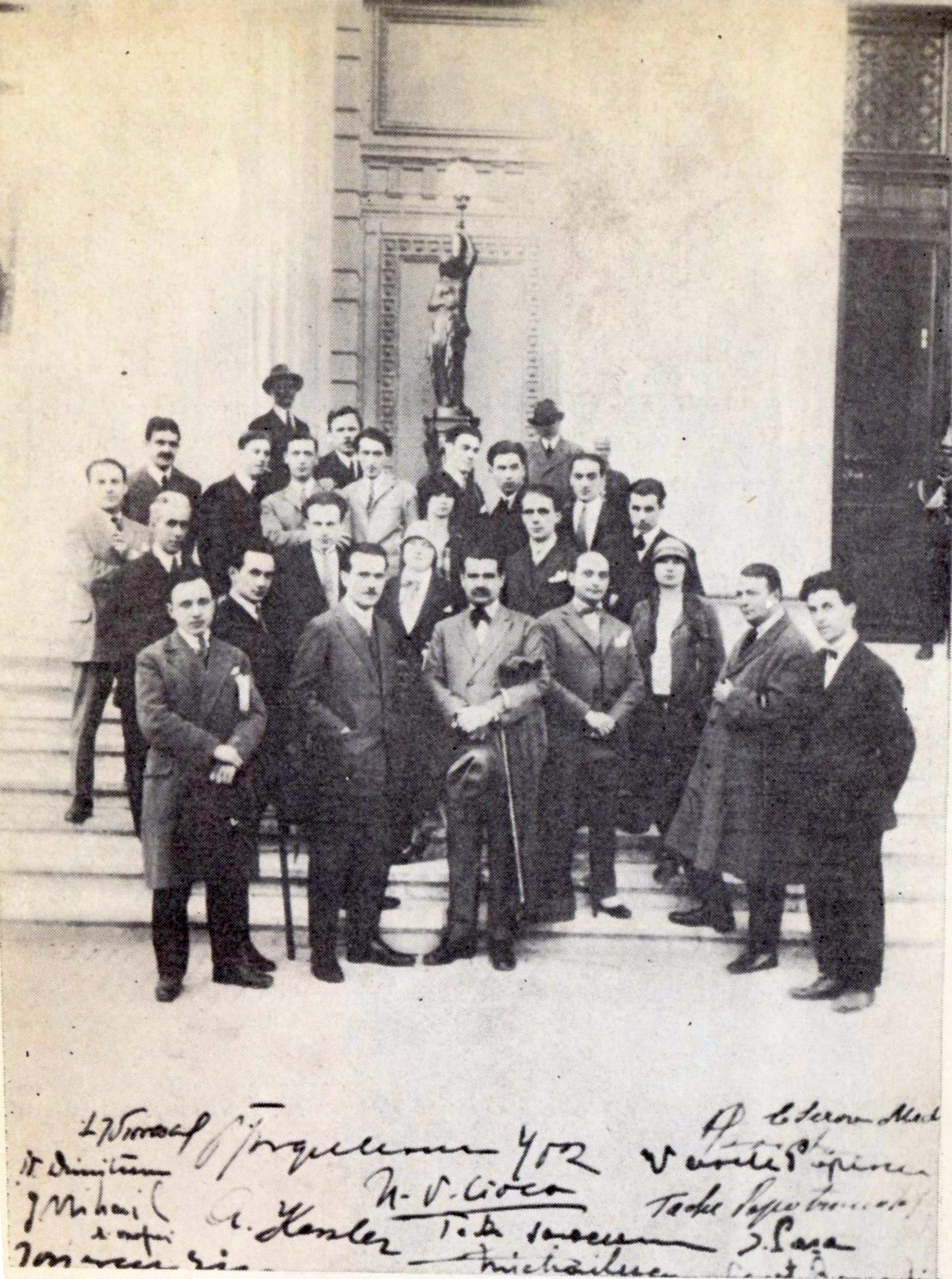
Grup de artiști (3)
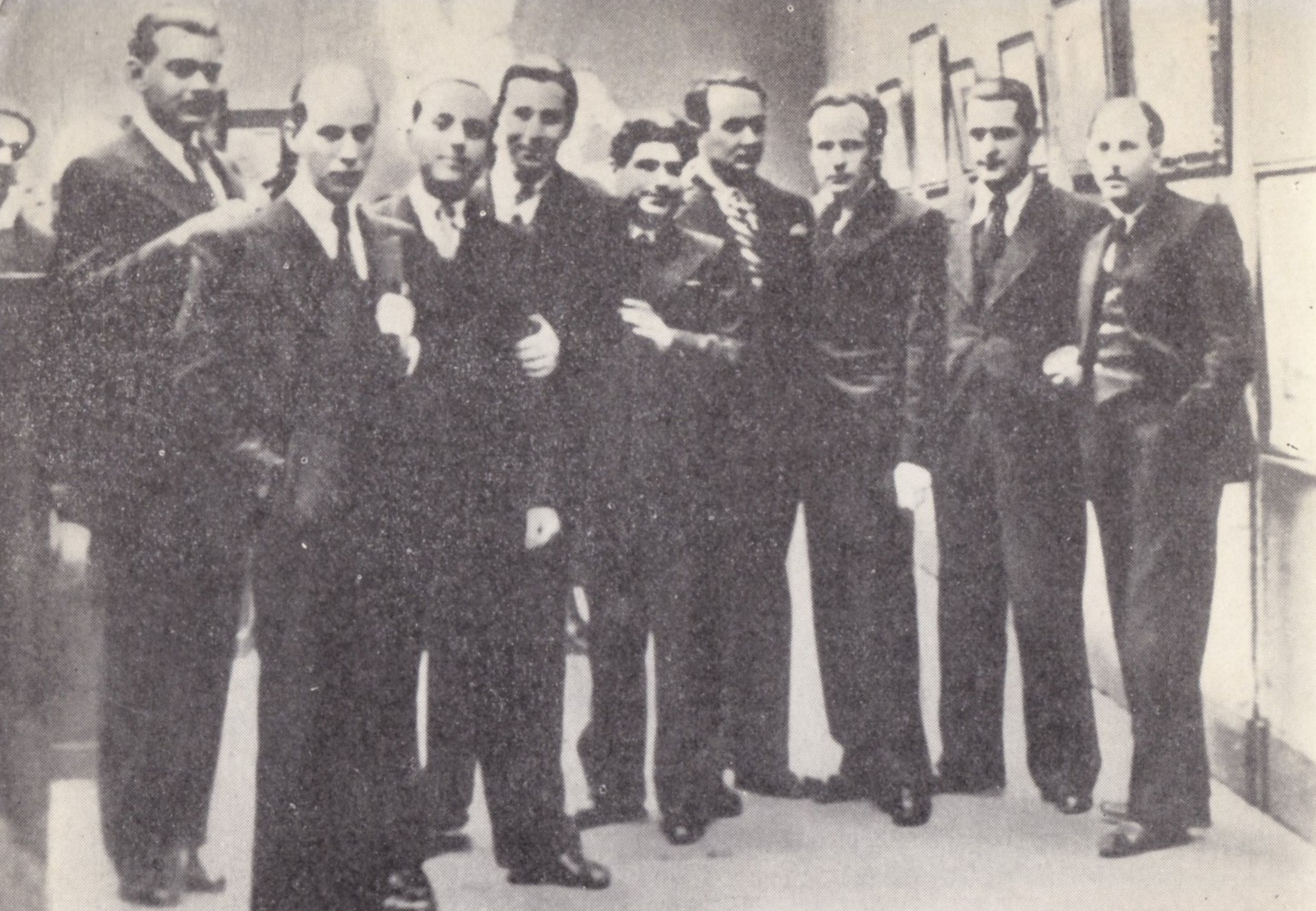
Grup de artiști (4)

## Colecții muzeale din România
- Printre prioritățile Muzeului Național Cotroceni în domeniul achizițiilor de obiecte de patrimoniu se află picturile realizate de membrii Societății „Tinerimea artistică“, a cărei activitate a fost susținută în primii ani ai secolului XX de Principesa Maria. Printre ei s-au numărat: Leon Biju („Peisaj la Balcic“), Kimon Loghi („Cafenea la Balcic“), Nicolae Grant („Peisaj“).[105]
- În anul 2012, în ziua de 19 mai, a avut loc vernisajul expoziției Tinerimea artistică a Principesei Maria organizată în cadrul Muzeului Peleș, în Holul de Onoare al Castelului Pelișor. Prin acest eveniment s-a dorit comemorarea a 110 ani de la începutul implicării Principesei Maria ca mecena în acivitățile pe care Societatea Tinerimea artistică le-a desfășurat în perioada 1901-1947. Expoziția a adus pe simezele Pelișorului cele mai bune opere de artă aflate în colecția Muzeului Peleș, care au foast realizate în perioada de maximă efervescență a societății - 1901 - 1916. Au fost prezente tablouri semnate de peste 30 de artiști care au fost membri societari. Unele dintre exponate au fost achiziționate de Principesa Maria, altele au fost donate de către aceasta Muzeului Simu și au fost recuperate ulterior în a șaptea decadă a secolului al XX-lea de la Simu, Uniunea Artiștilor Plastici și Teatrul Național.[23]

## Varia
- În anul 1912, regizorul Gheorghe Ionescu-Cioc a realizat filmul documentar Deschiderea expoziției "Tinerimea Artistică".[106]